# Queen
Queen foi uma banda britânica de rock, fundada em 1970 e ativa, sob sua formação clássica, até 1991. O grupo, formado por Brian May (guitarra e vocais), Freddie Mercury (vocais e piano), John Deacon (baixo) e Roger Taylor (bateria e vocais), é frequentemente citado como um dos expoentes do seu estilo, também sendo um dos recordistas de vendas de discos a nível mundial. A música da banda também é conhecida por ser altamente eclética, variando entre várias vertentes do rock.
Originalmente, a banda surgiu a partir do trio Smile, formado por Brian May, Roger Taylor e o baixista Tim Staffell. Com o fim do conjunto, Freddie Mercury e John Deacon, juntamente com May e Roger, estabeleceram a formação de um novo grupo em meados de 1970. Os seus dois primeiros álbuns alcançaram pouco sucesso, até que ganhou popularidade internacional por meio de Sheer Heart Attack (1974) e, principalmente, por A Night at the Opera (1975), cujos singles "Bohemian Rhapsody" e "You're My Best Friend" alcançaram bons desempenhos. Mais tarde, a popularidade do quarteto estendeu-se com News of the World, em 1977, devido aos hits "We Will Rock You" e "We Are the Champions", bem como com "Crazy Little Thing Called Love" e "Another One Bites the Dust", de The Game, lançado em 1980.
Durante a década de 1980, o Queen passou a adotar sintetizadores nas suas músicas, e apesar de alguns sucessos como "Under Pressure", a banda recebeu fortes críticas da mídia especializada, perdeu grande parte de sua popularidade em território norte-americano, e passou por crises internas. Em meio às críticas, a banda ainda lançou sucessos: O álbum The Works (1984) conteve os singles "Radio Ga Ga" e "I Want to Break Free", que alcançaram notoriedade no Reino Unido e em países da América do Sul, como o Brasil e Argentina. Em 1985, o conjunto realizou uma das suas performances mais memoráveis no evento Live Aid, e em 1986 a última turnê. Em 1987, o vocalista Freddie Mercury contraiu o vírus do HIV. Com isso, a banda continuou produzindo trabalhos que se tornaram os últimos registros em vida de seu cantor. The Miracle (1989) e Innuendo (1991) foram melhor recebidos que os anteriores, e também ganharam avaliações mais positivas após a morte de Freddie. Brian, Roger e John trabalharam em algumas faixas arquivadas durante dois anos e, com isso, foi lançado o último trabalho inédito do quarteto, Made in Heaven (1995). Em 1997, o baixista John Deacon aposentou-se do mundo musical.
Nos anos seguintes, Brian May e Roger Taylor seguiram carreiras a solo, tocaram com vários músicos convidados e, com o repertório do Queen, chegaram a se apresentar com artistas como Elton John. Como shows com o nome da banda, destacam-se as parcerias feitas com Paul Rodgers e Adam Lambert, com quem formaram, respectivamente, os supergrupos Queen + Paul Rodgers (entre 2004 a 2009) e Queen + Adam Lambert (de 2011 aos dias atuais). A banda já vendeu mais de trezentos milhões de discos ao redor do mundo, tendo lançado quinze álbuns inéditos, várias coletâneas e trabalhos em vídeo. O grupo foi incluído no Rock and Roll Hall of Fame em 2001 e todos os seus integrantes foram introduzidos ao Songwriters Hall of Fame em 2003. Além disso, ganhou uma estrela no Passeio da Fama em Hollywood em 2005 e é apontado como influência para vários artistas do cenário rock e pop, bem como foi tema do musical We Will Rock You e do filme Bohemian Rhapsody, de 2018.

## História

### 1968–71: Formação

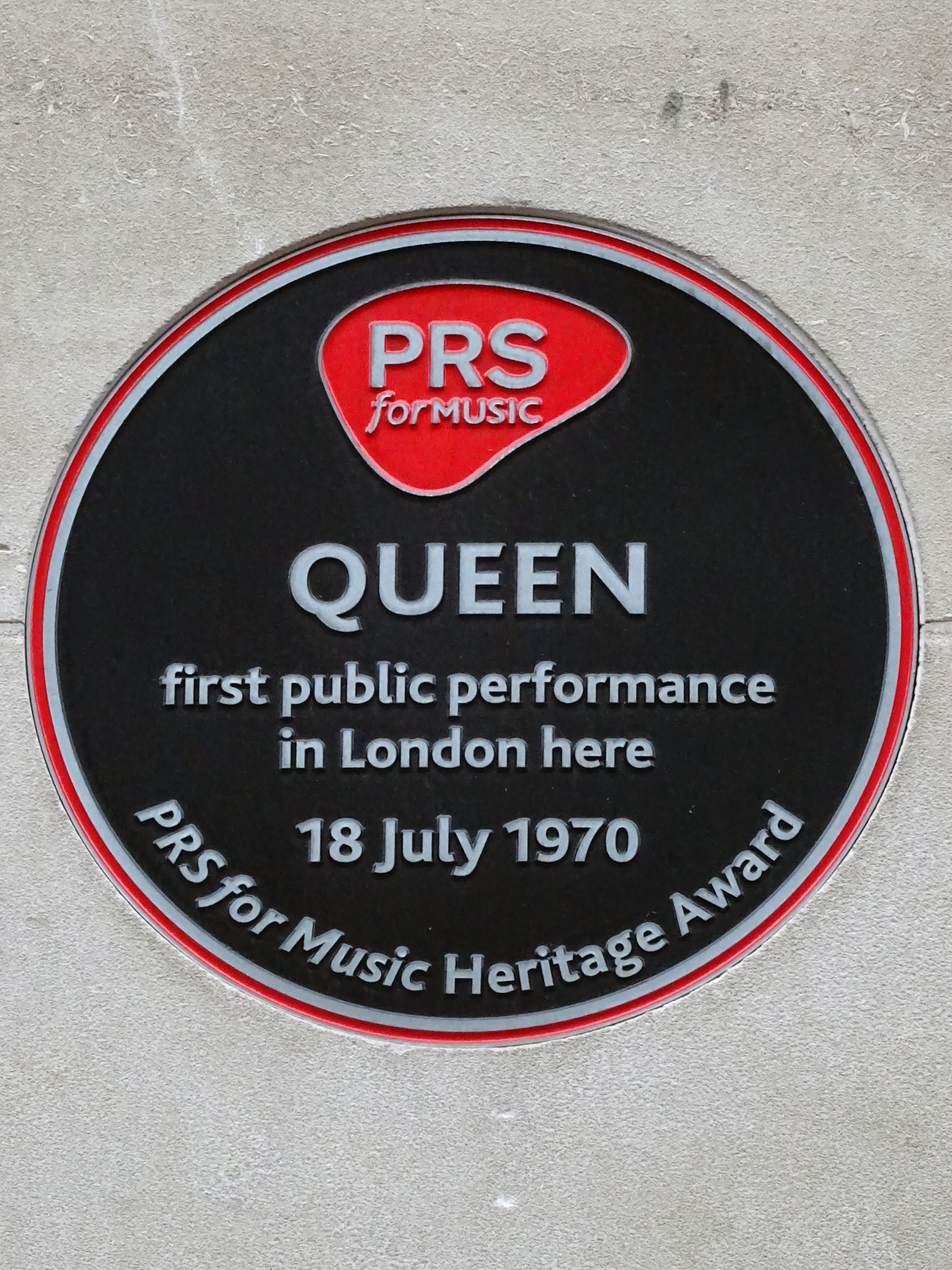
Placa comemorativa no local do primeiro show da banda, Prince Consort Road, Londres

Em 1968, os amigos de escola Brian May, um guitarrista, e Tim Staffell, baixista e cantor, decidiram formar uma banda e colocaram um anúncio no Imperial College, em Londres, à procura de um baterista ao estilo de Ginger Baker e Mitch Mitchell, e o estudante de odontologia Roger Taylor respondeu, embora seu perfil estivesse mais próximo de Keith Moon. Mesmo assim, o instrumentista impressionou May e Staffell, que o integraram ao conjunto. O trio foi batizado de Smile.
Enquanto frequentava a Ealing Art College, Tim tornou-se amigo de Farrokh Bulsara, que tinha como apelido Freddie. Bulsara sentia que seus gostos eram compatíveis com os da Smile e tornou-se um grande fã da banda, apesar de que a sua vontade de tornar-se o vocalista daquele grupo era cada vez mais crescente. Nesta época, o músico saíra de outros grupos. Em 1969, por exemplo, fundou a Ibex, depois nomeada Wreckage, mas que não durou muito tempo, depois integrando o Sour Milk Sea. Em todos os conjuntos dos quais fazia parte, era exigência cantar blues, todavia as influências do vocalista eram bem mais ecléticas. Ainda em 1969, Bulsara foi apresentado por Tim a Roger e Brian. O estilo glam foi considerado peculiar pelos instrumentistas, e embora o considerassem um pouco afeminado por pintar as unhas, sua personalidade imperativa era tida como cativante. Mais tarde, o cantor estava morando próximo aos dois, fato que fez os demais conhecerem-no melhor, principalmente em relação às suas habilidades de canto e piano.
Em abril de 1970, após Staffell ter deixado o conjunto para se integrar à Humpy Bong, Farrokh foi efetivado como vocalista substituto da Smile. No entanto, incentivou os remanescentes a mudar o nome do grupo para Queen, embora May e Taylor tinham The Rich Kids e The Grand Dance como opções e não tinham muita simpatia em relação à sugestão feita pelo vocalista. Quando questionado a respeito do nome, Bulsara afirmou: "É um nome muito forte, universal e imediato", além de seu teor aristocrático. A ideia do cantor acabou sendo a definitiva.
Como Freddie era pianista, o Queen precisava de um baixista. Roger Taylor sugeriu que fosse Mike Grose, que era ex-integrante da Reaction e, além de ser um bom músico, tinha tocado com a Smile anteriormente. Mike trabalhava num clube chamado PJ em Truro na época em que Roger o convidou para ensaiar com o grupo. Grose mudou-se para Londres com uma van, e após certo tempo foi convidado a se tornar membro. Durante este tempo, o baixista testemunhou muitos atritos entre Taylor e Mercury; segundo ele algo semelhante acontecia anteriormente entre Staffell e o baterista, porém com Freddie as discussões eram mais fortes. Os quatro dividiam um quarto, e duas mulheres moravam ali também. Naqueles dias, os principais temas de debate consistiam na liderança do quarteto, e embora Roger e Freddie fossem mais incisivos neste aspecto, Mercury se sobressaía. No entanto, após dois shows, Mike não fez mais parte da formação. Mesmo acreditando que o Queen tinha potencial para se tornar um sucesso e com o pedido dos demais para que não saísse, o baixista estava cansado e impaciente e decidiu sair.
Após isso, o trio tocou brevemente com um grande número de baixistas, mas nenhum se encaixava com a química do Queen. Um deles foi Barry Mitchell, que, mesmo tendo uma boa relação com os demais integrantes, não se identificava muito com o som do grupo, querendo tocar algo mais melancólico. A namorada de Mercury e amiga de Barry, Mary Austin, tentou convencê-lo a ficar, sem sucesso. Mais tarde, Douglas Bogie, um jovem de 17 anos tentou a vaga, mas sua performance explosiva no palco no primeiro show como membro foi considerada horrível e traumatizante para Freddie. Frustrado, o jovem se demitiu, como forma de esnobar o vocalista. Sua personalidade altiva também era um dos principais empecilhos; o choque de egos era fácil. Para o trio, o ideal era um músico que encaixasse perfeitamente no estereótipo que cerca os baixistas: quieto, reservado e anônimo.
Após audições malsucedidas, Brian e Roger conheceram John Deacon numa discoteca, um instrumentista estudioso que cursava eletrônica no Imperial College. Deacon ficou sabendo que o grupo precisava de um baixista, e por meio de um amigo pôde conhecer os integrantes do Queen. Numa audição, a banda solicitou que John tocasse "Son and Daughter", uma música recentemente criada. A performance perfeccionista do instrumentista surpreendeu a todos, no entanto sua postura foi considerada muito quieta pelos demais colegas. Nesta época, o baixista testemunhava discussões entre os três, e quando era questionado, preferia manter-se quieto, o que, de certa forma neutralizava o choque dos demais.

Antes de tudo, eu conheci Roger e Brian em uma discoteca. Eu ouvi falar que eles estavam procurando por um baixista, então eu conversei com eles - e realmente tinham feito até audições algumas semanas antes, mas não conseguiram encontrar ninguém que parecia se adequar. Freddie já estava em cena até então, por isso a minha entrada foi a formação final do Queen como somos hoje.— John Deacon a respeito de sua entrada.

### 1971–74: Primeiras gravações
Mesmo com a formação oficial completa, a banda passou a desanimar, sobretudo por questões financeiras. No outono de 1971, Roger se matriculou no curso de biologia animal e vegetal em uma escola politécnica localizada no norte de Londres. Brian May passou a lecionar. May procurou magnatas da música, patrocínios e outras formas de divulgar seu trabalho, mas ninguém se mostrou interessado. Por meio de um amigo chamado Terry Yeadon, que trabalhava em um novo estúdio em Wembley de nome De Lane Lea, a banda encontrou a oportunidade de gravar seu primeiro trabalho. As instalações ainda precisavam de testes acerca do isolamento de som, e era necessário que um conjunto de rock fizesse experimentos no local. O Queen foi escolhido, e naquele espaço, gravou uma fita demo com cinco canções: "Liar", "Keep Yourself Alive", "The Night Comes Down", "Great King Rat" e "Jesus", mais tarde enviando o material para várias gravadoras, que majoritariamente não se interessaram, com comparações pejorativas ao Led Zeppelin. No entanto, um selo, chamado Charisma Records (que trabalhava com o Genesis) fez uma proposta, que foi recusada pelo grupo. Foi também nessa época em que Freddie mudou seu sobrenome para Mercury, inspirado no verso "Mother Mercury, look what they've done to me", da canção "My Fairy King" e também em referência a Mercúrio, mensageiro dos deuses na mitologia grega. Além disso, o cantor desenhou o logotipo do Queen, que combina os signos do zodíaco dos quatro membros.
Nos últimos meses daquele ano, a banda estava satisfeita por ainda ter permissão de utilizar as instalações do estúdio, e nessa época o quarteto pôde conhecer Roy Thomas Baker, engenheiro de áudio e futuro produtor musical de alguns discos do Queen. Mais tarde, o empresário Norman Sheffield, então coproprietário do Trident Studios, ouviu a fita demo gravada e, embora inicialmente não tenha mostrado interesse, contratou o grupo para seu selo após ter assistido a uma apresentação do conjunto. Assim, passou a gerenciar a gravação, produção, gestão e direitos autorais das músicas. Com a produção de Thomas e John Anthony, o álbum de estreia foi gravado durante madrugadas caóticas pela falta de horários livres. Um dia, o cantor David Bowie (que estava gravando um projeto ali) terminou seu trabalho mais cedo, fazendo com que o Queen tivesse mais tempo para sua obra. Durante as sessões, Anthony ficou doente, e se ausentou, com Roy assumindo por completo a produção. Era consenso entre todos os membros de que o disco ficou pronto tarde demais. Para eles, as faixas já soavam ultrapassadas. Nesta mesma época, John Deacon e Roger Taylor terminaram seus estudos no ensino superior. No entanto, Deacon continuou estudando, resolvendo ingressar no mestrado.
Apesar do controle da Trident, John Anthony prosseguia procurando gravadoras que se interessassem pelo material do Queen antes de lançar o disco. Apesar de várias recusas e audições fracassadas, Anthony conseguiu, por meio de um executivo, uma audição da fita demo na EMI Records, que estava em busca de novidades no mercado musical. No entanto, a Trident considerou a proposta muito baixa, fazendo com que após várias negociações a banda fosse contratada num valor próximo a 300–400 000 libras esterlinas. Em 6 de julho de 1973, foi lançado o primeiro single do Queen, "Keep Yourself Alive". Apesar do potencial visto pelos produtores e o próprio grupo, a música passou despercebida pelo público, não estando em nenhuma parada. O álbum passou a ser distribuído dias depois, contendo a frase "sem sintetizadores!", que apareceria também nos próximos trabalhos.
Outra preocupação de todos, sobretudo por parte de Freddie, era quanto à estética e vestimenta dos integrantes. Embora em tese a banda tenha aderido ao glam muitos anos antes, o sucesso de artistas e bandas como David Bowie e Sweet, unindo ao lançamento tardio do primeiro trabalho do Queen, fez com que o conjunto parecesse soar oportunista e pouco inovador. Seu futuro, no entanto era mais incerto ainda, e Mercury, o único que não tinha um plano B, estava apreensivo. Apesar disso, aos poucos, por meio de publicidade e seu desempenho no palco, o quarteto atrairia um público heterogêneo, composto por diferentes faixas etárias.

Deus! Espero que esta banda decole. Eu não sei o que vou fazer se isso não acontecer. Eu não quero acabar trabalhando em um estúdio de arte.— Freddie Mercury em conversa com Chris Smith.

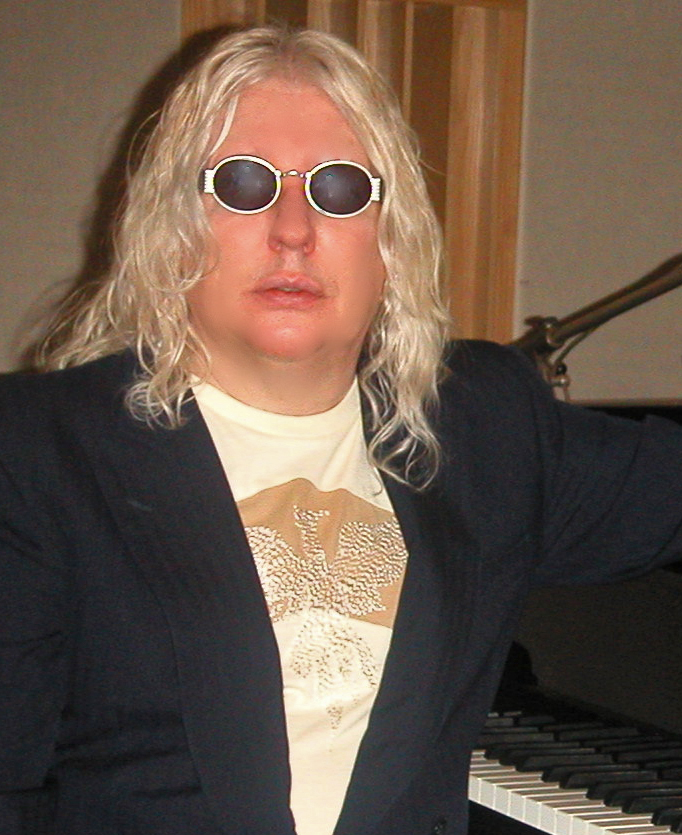
Roy Thomas Baker produziu a maior parte dos álbuns do Queen até 1978.

Em agosto, a banda voltou ao Trident Studios com o objetivo de gravar um segundo trabalho. Desta vez, insistiram para que fosse de dia e trabalharam com Roy Thomas Baker. Brian May, como co-produtor, passou a por em execução uma ideia de utilizar sua guitarra para emular outros instrumentos ou efeitos sonoros. De sua ideia, surgiram faixas como "Procession" e "Father to Son". Para cumprir a regra "sem sintetizadores!", os membros do Queen utilizaram piano, órgão hammond, sinos tubulares, castanholas e uma harmonia de seis partes. O álbum foi gravado numa mesa de dezesseis canais e o produtor estava satisfeito com o resultado da obra. A capa, feita por Mick Rock e inspirada pelo filme Shanghai Express, com os quatro sob um fundo escuro foi reutilizada em clipes futuros. As avaliações acerca de Queen II foram mistas a negativas, com várias comparações de seu som a outras bandas de rock.
Para divulgar o lançamento de Queen, meses antes de Queen II, a EMI decidiu que o Queen abriria todos os shows na turnê da banda de glam rock Mott the Hoople. Apesar disso, ao longo das apresentações, a atração principal tornou-se cada vez mais desinteressante em detrimento do desempenho positivo do grupo novato. Isso causou a revolta dos integrantes do Mott the Hoople, que queixaram-se à gravadora, que se recusou a tirá-los e escolher outro conjunto. O tecladista Morgan Fisher, no entanto, afirmou que a apresentação do Queen dividia opiniões, e que tentavam impressionar o público a todo custo, dedicando-se muito a isso. A relação de ambos, após a turnê foi amistosa.
Em fevereiro de 1974, os membros do Queen foram convidados a participar no Top of the Pops, pelo fato do novo single de David Bowie, "Rebel Rebel" não estar pronto. Assim, a banda gravou uma versão de "Seven Seas of Rhye", que foi executada no programa. A divulgação deu certo e foi a primeira música do grupo que entrou nas paradas. Com tempo cada vez mais escasso, John Deacon viu-se forçado a abandonar o seu mestrado.
Durante um dos shows de Queen II, Brian May começou a sentir fortes dores no braço. Após isso, o guitarrista descobriu que tinha contraído gangrena depois de ter tomado uma injeção com uma agulha não-esterilizada. Mesmo assim, enquanto o quadro estava tratável, o músico continuou a apresentar-se. A banda iniciou a sua primeira turnê nos Estados Unidos, mas ocorreu uma série de problemas neste período. Após alguns eventos, viajaram para Boston. No hotel, pela manhã, May acordou e mal podia se mover. Quando olhou-se ao espelho, notou que a sua pele estava amarelada, sinais de hepatite. A rotina intensa, juntamente com má alimentação deixou o sistema imunológico do músico mais fraco do que já estava. Por isso, o grupo cancelou o restante da turnê, teve que voltar à Inglaterra, onde Brian ficou internado por seis semanas.
Enquanto Brian estava internado, John, Freddie e Roger discutiam ideias para um próximo álbum, o qual já tinha sido comunicado à imprensa. Mais tarde, o guitarrista foi diagnosticado com uma úlcera duodenal, que existia desde sua adolescência. Por conta disso, ficou hospitalizado por mais tempo, e neste ínterim, apesar de escrever músicas, temia ser substituído. Ocasionalmente, Mercury visitava-o. Para suprir a sua falta, Deacon assumiu as guitarras, enquanto os demais produziram harmonias vocais e overdubs. Assim que teve alta, May passou a trabalhar no material, que, tinha como proposta ser musicalmente mais acessível do que Queen II. Assim, com a produção de Thomas Baker, com colaboração de Mike Stone, foi produzido Sheer Heart Attack, lançado no final de 1974.
Para a divulgação do trabalho, a banda lançou um single duplo, composto por "Killer Queen" e "Flick of the Wrist", porém a primeira fez mais sucesso, alcançando o segundo lugar nas paradas do Reino Unido. O bom desempenho animou a banda, que passou a realmente acreditar no sucesso. Foi em Sheer Heart Attack que John Deacon fez a sua estreia como compositor, participando em "Misfire" e "Stone Cold Crazy". A partir de então, sempre haveria alguma obra do baixista em algum álbum do Queen. Ainda, nesta época, a banda gravou dois shows no Teatro Rainbow, que só foram oficialmente lançados em 2014.

### 1975–77: Sucesso mundial

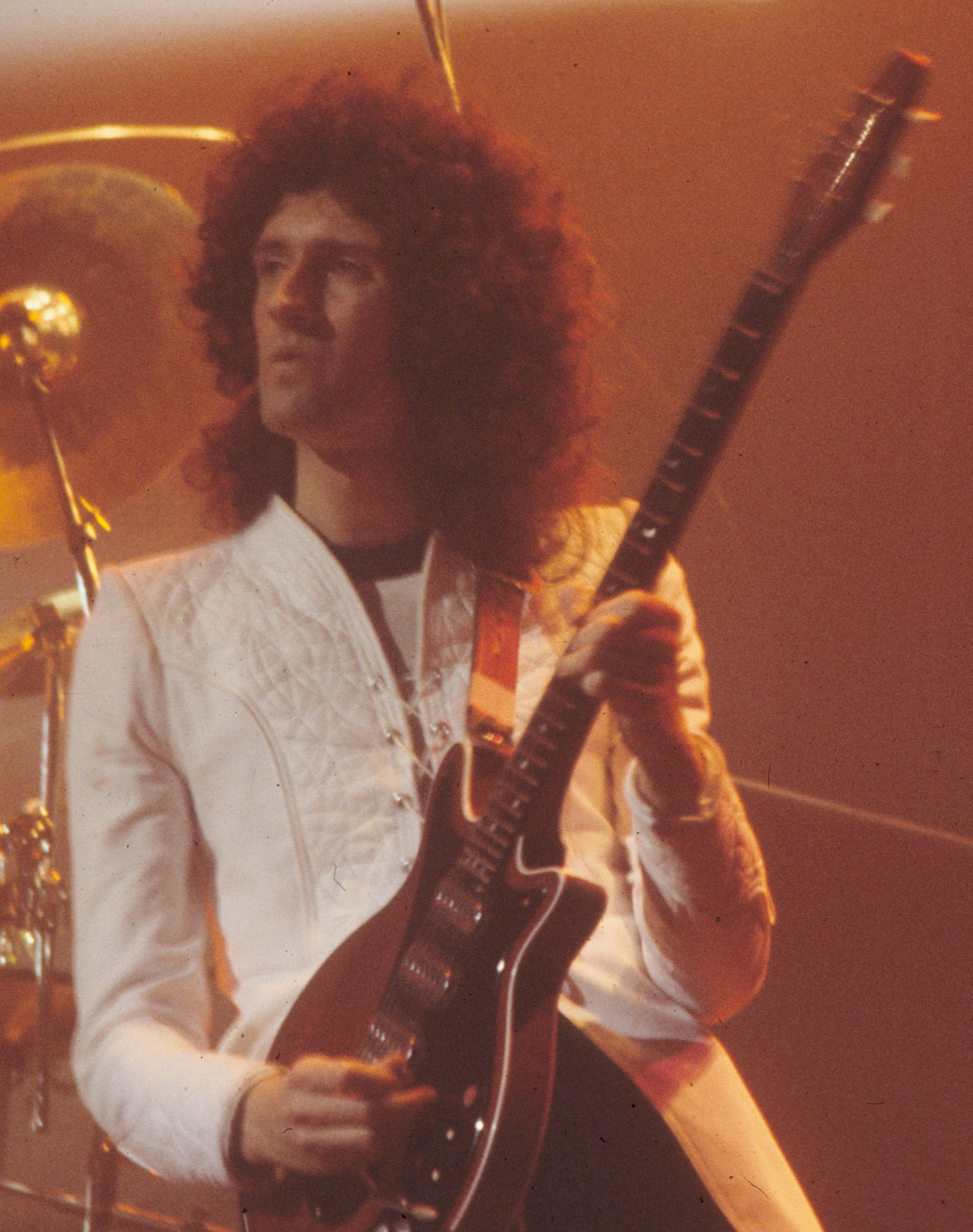
Brian May durante apresentação, em 1977.

Entre o final de 1974 e o início de 1975, a vida pessoal de todos os integrantes ia mal. A começar por John Deacon, que estava prestes a casar-se e precisava de dinheiro; Freddie Mercury dividia um pequeno apartamento com a sua namorada Mary Austin, usando o seu piano como cabeceira para a cama. Para Brian May, era pior: tinha um quarto mofado e com cheiro de peixe podre para dividir com a sua namorada, sem abastecimento de água. Por conta disso, a EMI contratou o advogado Jim Beach para analisar o contrato da banda com a Trident. Na época, foi lançado o single "Now I'm Here", e no dia seguinte Deacon casou-se com Veronica Tetzlaff, ex-colega de escola a qual namorava há anos e estava grávida do seu primeiro filho, Robert. Após a lua de mel, o baixista juntou-se aos demais membros e fez a turnê de divulgação de Sheer Heart Attack em território norte-americano, com o Kansas abrindo os shows. No entanto, foi um fracasso, sobretudo devido a problemas vocais que Freddie teve durante a divulgação. Depois, foram ao Japão, onde tiveram boa receção. Roger Taylor, em choque, disse que viu uma espécie de "beatlemania" quando esteve lá, mas a realidade de pobreza na qual viviam no Reino Unido era bem diferente. Toda a banda estava insatisfeita com a Trident, pois, para Norman Sheffield, o lucro que deram não era suficiente para cobrir o valor que investiram no Queen. Como resposta, escolheram John Reid, que também trabalhava com Elton John, como novo gerente de sua carreira. Em agosto daquele ano, o conjunto assinou um acordo com a Trident, que custou uma multa rescisória e direito sobre um por cento dos royalties dos próximos seis discos de sua discografia.
Sob o comando da EMI, a banda passou a ensaiar para seu próximo trabalho e formular as primeiras canções individualmente em sete estúdios diferentes. Uma delas foi "Bohemian Rhapsody", que ficaria nove semanas no topo das paradas do Reino Unido, e projetaria o grupo mundialmente. Entretanto, a canção, de estrutura longa e complexa, utilizava-se de muitos vocais, e acabou custando muito caro. Freddie a queria como single, e quase todos estavam de acordo, exceto John Deacon, que estava temeroso quanto a duração. A EMI teve reação semelhante a Deacon. No entanto, a gravadora decidiu pelo lançamento. O medo do Queen era que o trabalho fosse um fracasso, e caso ocorresse não teria outra alternativa a não ser encerrar as atividades e pagar as dívidas. Todavia, assim como o single, o álbum recebeu boas avaliações da crítica e vendeu milhões de cópias. Além de "Bohemian Rhapsody", a banda lançou "You're My Best Friend", de John em um compacto e realizou uma turnê internacional bem-sucedida. A Night at the Opera é geralmente considerado o melhor trabalho da carreira do Queen, mesclando influências de hard rock, pop, rock progressivo, heavy metal e outros gêneros musicais, assim como feito em Sheer Heart Attack.
Durante esta época, o relacionamento de Freddie Mercury e Mary Austin teve uma forte crise, embora estivessem noivos. À medida que o sucesso do Queen aumentava, o cantor estava mais distante. Nesta época, o artista conheceu David Minns, um executivo que trabalhara com Paul McCartney, com quem teve um caso. Logo Mercury sentiu a necessidade de ser franco com Mary e confessou a sua bissexualidade. Mesmo terminando o relacionamento amoroso, mantiveram uma estreita amizade pelos anos vindouros. Do término, surgiram inspirações, que culminaram em parte de A Day at the Races. Os demais membros do grupo souberam, em seguida, a orientação sexual do vocalista, que sempre foi reservado em relação à sua vida pessoal.
A Day at the Races foi o primeiro álbum do Queen sem Thomas Baker como produtor. Para eles, era importante que passassem pelo desafio de criar um novo trabalho de sucesso de forma mais independente. Quando lançado, soou como uma sequela de A Night at the Opera, com um tom maior de melancolia, principalmente em "Long Away" e "Drowse", enquanto o single "Tie Your Mother Down", juntamente com "Somebody to Love" se tornaram seus principais hits. Nas apresentações de divulgação do álbum, o comportamento de Freddie estava cada vez mais errático, fato que já incomodava sua ex-noiva e fazia com que muitos à distância o considerassem alguém fútil e tolo. Em um dos shows, por exemplo, o cantor quase foi preso por desacato à autoridade, mas notando que poderia parar na prisão, retrocedeu em sua atitude. Por conta disso, o relacionamento do músico com David Minns acabou durante a turnê.

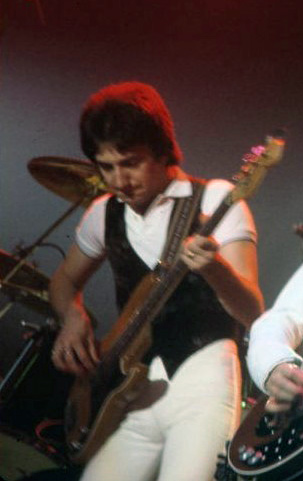
John Deacon, durante show do Queen em meados de 1977.

Na mesma época, o movimento punk emergiu, e um de seus representantes era o Sex Pistols. A mídia especializada, que em geral não tinha muita simpatia com o Queen (especialmente Freddie), e que se posicionava a favor do movimento, passou a avaliar negativamente os trabalhos contemporâneos do Led Zeppelin e Pink Floyd, e logo também o quarteto de Londres, de forma mais incisiva. Dado isso, A Day at the Races recebeu críticas mistas a negativas. Quando A Day at the Races obteve vendas inferiores a A Night at the Opera, Brian May passou a acreditar que o próximo trabalho do Queen deveria ser mais espontâneo e menos complexo. Esta ideia foi compartilhada por Roger Taylor, que estava levemente influenciado pela rebeldia do movimento punk, e compôs "Sheer Heart Attack" e "Fight From the Inside".
As gravações de News of the World duraram cerca de dois meses sob a produção de Mike Stone no estúdio Wessex. Coincidentemente, em uma das salas, os integrantes do Sex Pistols estavam gravando o álbum Never Mind the Bollocks, Here's the Sex Pistols. Isso causou, em algum momento, um conflito direto entre Freddie e Sid Vicious, que o relembrou da entrevista à NME, em que Mercury afirmou estar levando o ballet às massas. Algumas versões da história citam que os dois quase chegaram a se agredir fisicamente. Durante várias vezes as duas bandas cruzaram entre si no estúdio, e John Lydon conversou várias vezes junto com Brian May sobre música. "Spread Your Wings" e "It's Late" foram algumas das contribuições mais positivas de Deacon e May no álbum, embora tenham escrito outras faixas que não alcançaram muito destaque.
Os principais êxitos do álbum se devem às canções "We Will Rock You" e "We Are the Champions", de May e Mercury, respetivamente. Os integrantes da banda, principalmente Brian, não levaram "We Are the Champions" a sério por sua letra egocêntrica, mas seu desempenho nas paradas foi extremamente positivo, posteriormente se tornando uma espécie de hino desportivo, político e de outros tipos de organizações. A cada álbum, o lado comercial do Queen soava mais evidente, o que aumentava seu sucesso e em contrapartida embasava críticas da mídia especializada acerca de sua música. O projeto chegou a quarta posição no Reino Unido e o topo das paradas dos Estados Unidos.

### 1978–82: Transição musical

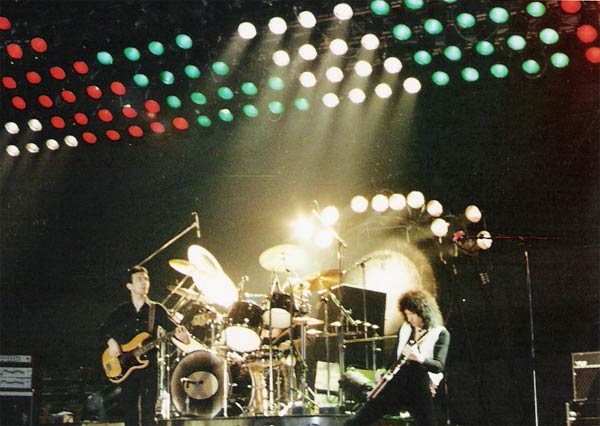
Deacon, Taylor e May em apresentação do Queen em Hanôver, 1979, na turnê de Jazz.

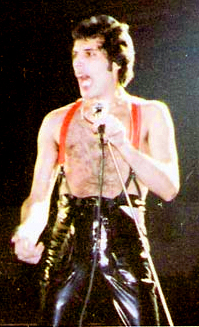
Aos poucos, Freddie mudava seu visual e vestimenta.

Durante esta época, a banda parou de trabalhar com John Reid. O motivo era a dificuldade em conciliar, ao mesmo tempo, a carreira do Queen e de Elton John. Assim, Jim Beach o substituiu. John Deacon, o membro mais atento às questões financeiras, sugeriu aos demais que fossem criadas três empresas em nome do conjunto para que os direitos autorais estivessem concentrados e no controle do quarteto.
Após o bom resultado de News of the World, a banda queria manter a espontaneidade contida no projeto, mas sem repetir o erro de soar como uma sequela do anterior, como foi em A Day at the Races. Desse modo, o Queen voltou a trabalhar com Roy Thomas Baker e começou a trabalhar em Jazz, que refletiu a vida pessoal dos membros. Naquele ano os impostos cresceram significativamente no Reino Unido, fato que incentivou o Queen a gravar o trabalho na França. Freddie escreveu "Bicycle Race", enquanto os primeiros casos extraconjugais de Brian May o influenciaram em "Fat Bottomed Girls". Ambas foram lançadas em um single duplo. Mercury gozava uma rotina cheia de extremos sexuais e financeiros, implícitos em "Don't Stop Me Now". O estilo de vida do cantor, aos poucos preocupava os demais integrantes. De forma inversa, John Deacon vivia uma vida basicamente caseira e comportada, e apresentou "In Only Seven Days", uma de suas composições para a obra. A diferença entre os integrantes estavam cada vez mais evidentes, o que gerava mais atritos e intolerância. As composições de Roger Taylor o desagradavam, pois, embora esforçado, sentia-se inferior aos demais. O resultado final deixou Deacon e Taylor insatisfeitos, que acreditavam que, naquele momento o trabalho estava muito individualizado.
O álbum também não agradou a gravadora, a começar pelo título, que poderia causar confusão ao público e sua capa monocromática, sem foto dos integrantes. Mas a polêmica maior foi a ideia para o clipe de "Bicycle Race", em que a banda escolheu sessenta e cinco modelos para andarem de bicicleta seminuas no Wimbledon Stadium, o que causou revolta e críticas de alguns grupos feministas. Uma conhecida resenha da Rolling Stone sobre o álbum classificou o Queen como uma banda fascista, machista e arrogante, enquanto a NME recomendou a compra do disco apenas se tivesse "um parente surdo". No final de outubro daquele ano, Jazz foi lançado. Na coletiva de imprensa, a banda promoveu uma festa com a presença de cuspidores de fogo, travestis, anões, dançarinas, strippers e até homens vestidos como freiras.
Durante a turnê de divulgação de Jazz, Freddie Mercury continuava a enfrentar problemas vocais recorrentes de outras digressões, e, embora nódulos tenham sido a justificativa, os demais membros da banda acreditavam que seu estilo de vida, com muito sexo e uso de cocaína, estava o afetando. Nesta época, o cantor passou a frequentar clubes gays e mudar sua vestimenta para roupas de couro. Nesta época, a EMI queria que o Queen lançasse um álbum ao vivo, e embora o grupo não gostasse muito da ideia pelo medo das canções perderem o impacto que possuem no estúdio, lançaram Live Killers em 1979, uma coletânea de vários shows do quarteto em um projeto duplo.

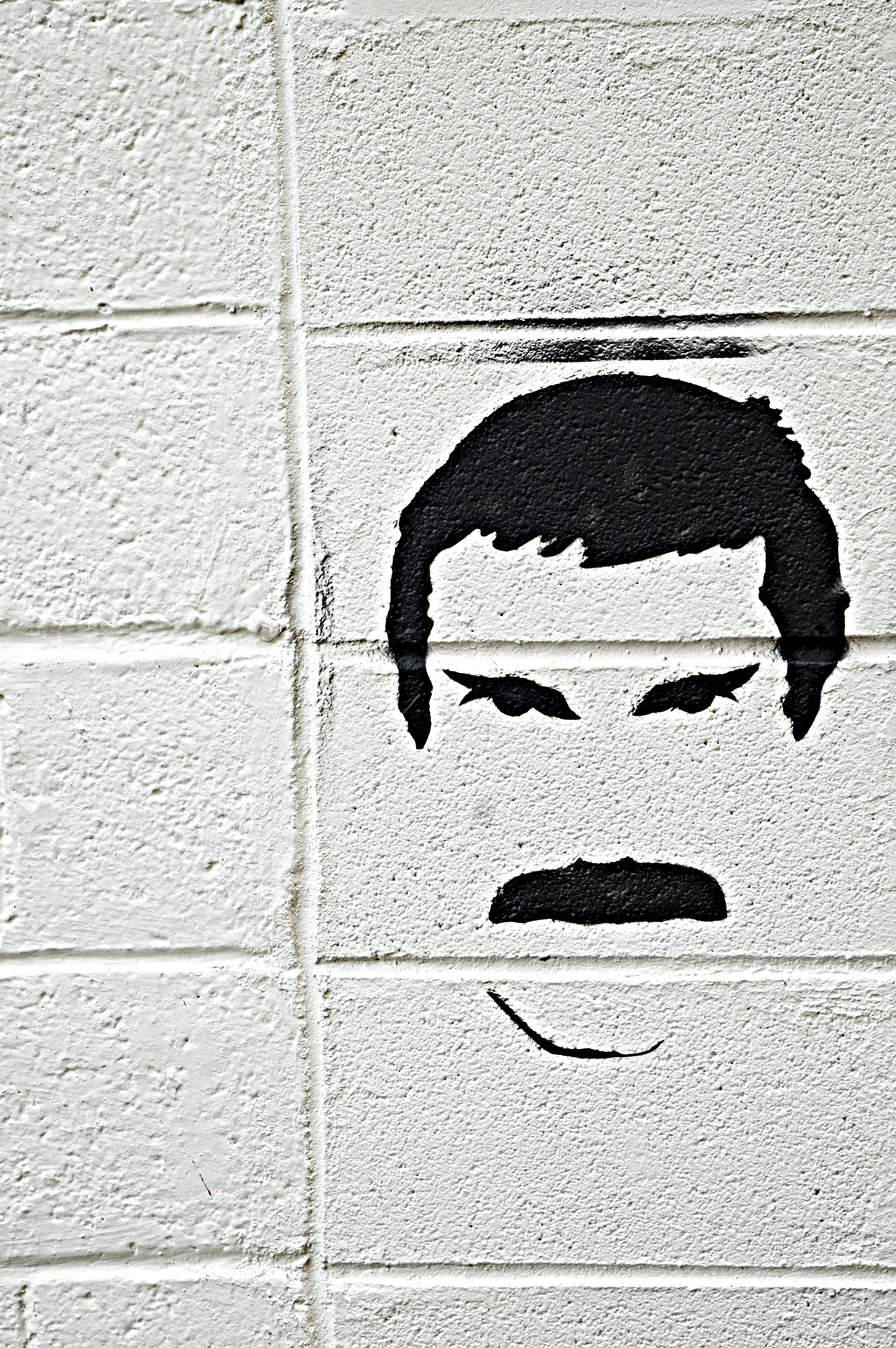
Grafite de Freddie Mercury com bigode, uma de suas marcas registradas.

Em 1979, a banda comprou o Mountain Studios. Nesta época, começaram a trabalhar com o produtor musical Reinhold Mack de forma despretensiosa em outro espaço de gravação, sem pretensões maiores de produzir um novo álbum. Mas, durante um banho, Freddie teve uma ideia para uma nova música, de título "Crazy Little Thing Called Love". Diferentemente de outros hits, a faixa possuía uma estrutura simples, tendência que se refletiu em grande parte do trabalho que estava surgindo. Ainda em 1979, o quarteto trabalhou em mais três canções: "Coming Soon", "Sail Away, Sweet Sister" e "Save Me". O método de trabalho de Mack era inverso aos dos integrantes. O produtor sugeriu-os que fizessem um registro mais direto e simples, e a falha de Jazz se mostrou como uma boa justificativa para que a mudança fosse implementada. O resultado foi imediato, com o single "Crazy Little Thing Called Love" alcançando o topo das paradas dos Estados Unidos, atraindo um público cada vez mais jovem às apresentações do Queen. Na mesma época, ocorreu a Crazy Tour, que tinha como proposta fazer shows em locais pequenos, que promoviam maior aproximação entre o grupo e seus fãs. Uma ideia "louca" (de onde veio o nome da digressão) que conteve uma parceria do Queen com o cantor Paul McCartney. As apresentações, no geral, foram bem-sucedidas.
Em fevereiro de 1980, os membros do Queen voltaram ao estúdio para concluírem o disco, que, até aquele momento, levou o maior tempo na história da banda para ser produzido. Os maiores desentendimentos de Reinhold eram com Brian May, que queria gravar as guitarras da mesma forma que sempre fez e ameaçou deixar o conjunto várias vezes. Relutante a aderir um padrão mais simples, o instrumentista cedeu em alguns momentos. Enquanto isso, John Deacon trabalhava em silêncio nas duas composições que tinha para o álbum, "Need Your Loving Tonight" e a que futuramente se tornaria o maior sucesso de The Game, "Another One Bites the Dust", que inicialmente não tinha a simpatia de nenhum dos demais, mas acabou caindo no gosto de todos, principalmente o vocalista. Mais tarde, Michael Jackson os sugeriu que fosse lançada como single, e se tornou o maior sucesso do Queen em território norte-americano, liderando as paradas de música disco e soul.
A grande mudança que cerca The Game, além de sua simplicidade, é o fato de, pela primeira vez incluir o uso de sintetizadores. Roger Taylor comprou um Oberheim OB-X para ser utilizado nas suas composições para o álbum, e foi aproveitado em outras faixas de outros integrantes. No entanto, seu uso foi mínimo e, em maior parte, o trabalho ainda contém muitos elementos antigos do Queen. Tais atitudes geraram impacto direto na mídia especializada. A Rolling Stone, por exemplo, o definiu como um projeto mais humilde, e a Allmusic como a melhor obra da banda depois de A Night at the Opera. A turnê americana do álbum começou em Vancouver, e, nesta época, Freddie passou a usar um cabelo mais curto e deixou um bigode espesso crescer, o que desagradou a muitos fãs, que jogavam lâminas de barbear no palco.

Para mim, a banda estava funcionando bem neste momento. The Game foi muito melhor do que Jazz. Nossa composição estava muito melhor.— Roger Taylor sobre The Game.
Ainda em 1980, o Queen foi convidado pelo diretor Mike Hodges para produzir uma trilha sonora para o filme de ficção científica Flash Gordon. Aceitando, gravaram uma série de faixas, grande parte delas instrumentais. No repertório dos shows, no entanto, executavam "Flash" (que foi lançada como single) e "The Hero". Naquele ano, estiveram no Brasil, no estádio do Morumbi, em São Paulo e em outros países da América Latina, como a Argentina. A banda desejava se apresentar também no Estádio do Maracanã, mas não conseguiu autorização.

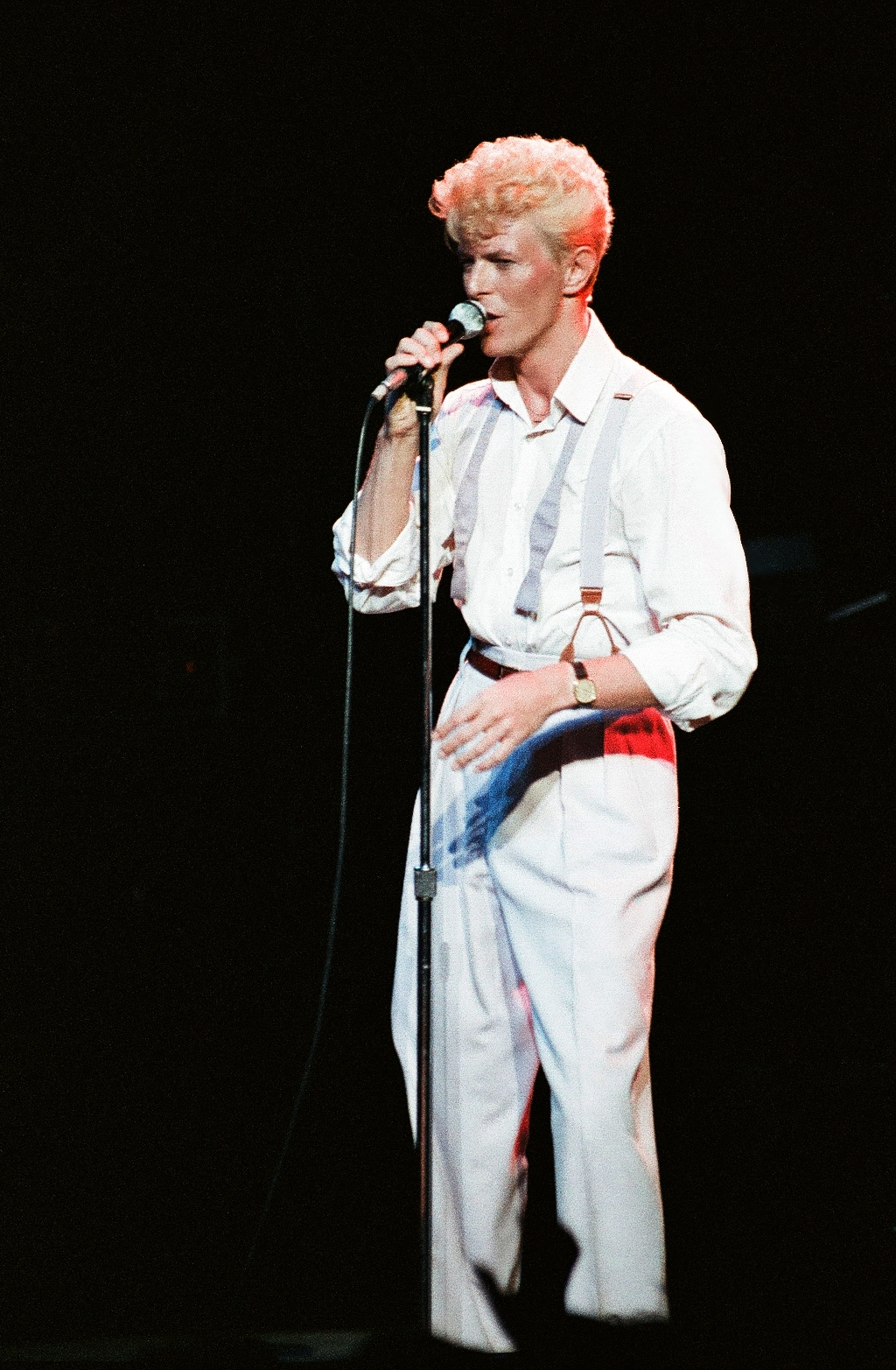
O cantor David Bowie (1983) escreveu juntamente com o Queen "Under Pressure".

Em 1981, Freddie e John foram para o Mountain Studios para trabalhar em algumas músicas novas. Juntos, escreveram "Cool Cat". Nesta época, o cantor David Bowie estava gravando, e foi convidado a fazer vocais de apoio na canção. Mas o artista não gostou do resultado e pediu para que não fosse utilizado. Num dia de ensaios do quarteto, David os convidou a criar uma música juntos. De um riff de baixo, com contribuições majoritárias de Mercury e Bowie, surgiu "Under Pressure". O single se tornou um sucesso e a única parceria do conjunto com algum outro cantor. Nesta época também foi lançado Greatest Hits, a primeira coletânea de maiores sucessos da banda.
Naquela época, a banda foi realizar mais uma série de shows na América do Sul, mas, diferentemente da primeira vez, ocorreu uma série de problemas que, no final, custou cerca de um milhão de dólares para o Queen. Foi um baque para todo o grupo, que decidiu se concentrar em um novo trabalho, Hot Space. Freddie acreditava que quanto menos guitarras, melhor, o que deixou Brian May irritado. As sessões de gravação eram em horários irregulares, e enquanto Brian se embriagava, Freddie consumia cocaína. John Deacon ficou levemente desapontado com o desempenho do guitarrista em suas músicas, ocorrência que deu espaço aos primeiros atritos entre os dois. No entanto, em comparação aos demais, o baixista estava com os ânimos mais calmos.
Quando o single "Body Language" foi lançado, May ficou preocupado, porque estava achando que as composições de Mercury estavam cada vez mais implicitamente gays e que, em sua visão, era mais importante compor sobre temas universais que fariam um maior número de pessoas se identificarem. As canções do álbum, distantes do rock, não obtiveram a mesma aceitação do projeto anterior. Enquanto as influências musicais tendiam mais a favor de Freddie e John, Brian e Roger criticavam duramente a mudança de sonoridade. Algumas mudanças no arranjo ao vivo tornaram as faixas mais atraentes, mas não o suficiente para empolgar o público. Ao mesmo tempo, Hot Space ia mal nas paradas.
Entre os shows, Freddie, que estava tendo um estilo de vida dissonante dos demais membros, estava cansado de turnês, e em muitos momentos demonstrava-se extremamente irritado. Nesta época, a banda trabalhou com o ex-Mott the Hoople Morgan Fisher e Fred Mandel para tocar teclado nas apresentações. Após a turnê, o Queen se separou para um momento de férias.

### 1983–87: Crises e polêmicas
Em 1983, quase todos os integrantes do Queen se concentraram em projetos paralelos. Brian May gravou e lançou o Star Fleet Project com a participação de Eddie Van Halen, além de trabalhar como produtor musical em alguns álbuns. Freddie Mercury divulgou "Love Kills" como parte da trilha sonora do filme Metropolis, que estava sendo relançado. A faixa em si tinha surgido nas sessões de The Game e estava inacabada. Roger Taylor, que em 1981 foi o primeiro a lançar um trabalho solo, Fun in Space, estava preparando seu sucessor, o qual seria Strange Frontier. John Deacon foi o único a não produzir algo, pois acreditava que não havia nada a fazer no meio musical que não fosse o Queen. Assim, concentrou-se no nascimento de seu quarto filho, Joshua.
Nesta época, em entrevistas, devido aos materiais solo, eram questionados se estavam se separando. Freddie, por exemplo, disse que não, mas uma pausa temporária estava acontecendo. Nesta época, o cantor gravou três músicas num estúdio caseiro de Michael Jackson, para um projeto futuro de duetos entre os dois músicos. No entanto, as sessões nunca foram concluídas, e existem várias versões para isso. Uma é que o uso de drogas do vocalista do Queen incomodava profundamente Jackson, outra que a lhama de estimação do artista irritou Mercury a ponto de desistir de gravar algo. Logo afirmaria que os dois se afastaram naturalmente por conta de agenda, e porque Michael se isolou de contatos sociais. Duas das músicas seriam utilizadas em um futuro álbum solo de Michael Jackson, mas com a participação de Mick Jagger.

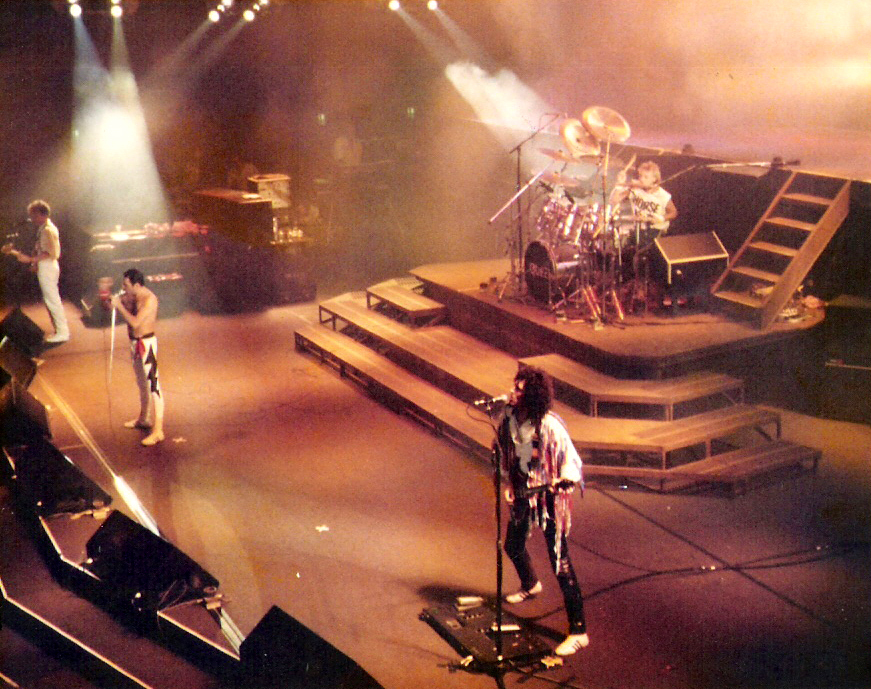
A banda em concerto em Frankfurt, 1984.

Naquele ano, John Deacon se reuniu com um diretor de vídeo, o qual queria que o Queen produzisse mais uma trilha sonora. Em nome da banda, o baixista aceitou, e com os demais passou a trabalhar em novas músicas. No entanto, a ideia evoluiu para um álbum quando o diretor afirmou que não tinha recursos para investir no material.
Após o material ter sido escrito, os integrantes foram selecionar as faixas definitivas para The Works, e as músicas de Roger Taylor não agradaram nenhum deles. Mercury disse ao baterista para trabalhar em uma faixa nova, senão ficaria sem canções para colaborar. Assim, Taylor começou a escrever "Radio Ga Ga", que mais tarde tornaria-se seu maior sucesso autoral na carreira do Queen. No entanto, o relacionamento entre os membros ainda era tenso; Freddie aceitou gravar apenas por questões contratuais, pois estava desmotivado e esquivo, tendo animado-se posteriormente. Em razão do extremo fracasso de Hot Space, era consenso geral entre os quatro de que era necessário produzir um material mais condizente com a identidade já construída pelo Queen. Brian May investiu em mais peso em sua guitarra, flertando com o heavy metal em "Hammer to Fall", enquanto Freddie construía baladas como "It's a Hard Life". John Deacon, por sua vez, assinou um dos principais hits do Queen, "I Want to Break Free". No fim das contas, mesmo em uma série de atritos, o quarteto tinha o pensamento de que o grupo era mais importante, ideia que os manteve unidos.
Após o lançamento, o trabalho recebeu críticas mistas e mesmo não repetindo a fórmula do anterior, continuou a vender pouco. No clipe de "I Want to Break Free", os membros da banda atuaram vestidos de mulher, em paródia à série Coronation Street. O material, que tinha tom humorístico, foi bem recebido no Reino Unido, mas não nos Estados Unidos, onde foi erroneamente interpretada por alguns como uma referência ao meio gay. Como resposta, o Queen ignorou o país e nunca mais fizeram um show na América do Norte.
Em outubro de 1984, a banda se apresentou em Sun City, próximo a Joanesburgo, na África do Sul. O país estava em pleno regime do apartheid, e o Queen foi recomendado a não tocar lá. Como efeito, a imprensa criticou fortemente a atitude do quarteto. Mas quando nenhum de seus integrantes foi chamado para participar da gravação de "Do They Know It's Christmas?", do Band Aid, a situação desanimou muito o grupo, que por um momento pensou em encerrar as atividades. Ao mesmo tempo, uma canção de natal do Queen era divulgada, "Thank God It's Christmas".

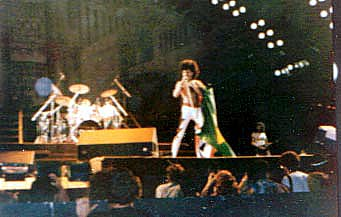
Queen durante o Rock in Rio. Freddie Mercury segura a bandeira do Brasil.

Na mesma época, a banda voltou ao Brasil para participar da primeira edição do Rock in Rio, ocorrida na Barra da Tijuca, na Rio de Janeiro. A apresentação, que reuniu cerca de 300 mil pessoas foi extremamente positiva, contendo no repertório faixas de todas as fases do Queen. "Love Of My Life" cantada, em grande parte, pelo público foi um dos momentos mais marcantes do festival. Tempos depois, era lançado Mr. Bad Guy, primeiro trabalho solo de Freddie Mercury.
A má situação do Queen perante a imprensa e público começou a mudar quando Bob Geldof convidou-os a participar de um evento beneficente chamado Live Aid, e o grupo viu ali como uma oportunidade de se redimir. No entanto, alguns fatos os incomodaram: apresentar-se durante o dia, e ter vários outros artistas e bandas tocando na mesma data. David Bowie, The Who, Elton John e U2 eram alguns deles. Paul McCartney, por exemplo, retornaria aos palcos pela primeira vez após a morte de John Lennon. Mesmo com alguns impasses, aceitaram o desafio. Concentrados em apresentar hits, em seus vinte minutos de apresentação tocaram "Bohemian Rhapsody", "Radio Ga Ga" (lembrada por suas palmas em uníssono), "Hammer to Fall", "Crazy Little Thing Called Love", "We Will Rock You", "We Are the Champions" e "Is this World We Created?". A apresentação, ocorrida às 18 horas no estádio de Wembley, foi considerada a mais memorável de todo o evento e melhorou a imagem da banda que, renovada, retomaria seu ânimo.
Impulsionados pelo sucesso do Live Aid, o grupo se reuniu ainda em 1985 para compor e gravar novas músicas. "One Vision", de Roger Taylor, foi adaptada pelos demais, que também ganharam créditos. Ao mesmo tempo, receberam um convite para a produção de uma trilha sonora para o filme de ação e fantasia Highlander, do qual surgiu "Who Wants to Live Forever", por Brian May; e "One Year of Love", de John Deacon. Ambas contém um arranjo de cordas criado por Michael Kamen, músico que trabalhara anteriormente com o Pink Floyd em The Wall e The Final Cut. Mas a imprensa ainda requentava os efeitos da apresentação na África do Sul, fato que levou o Queen a doar os royalties de um de seus singles para o Live Aid. Na mesma época, o relacionamento de Freddie com um cabeleireiro irlandês chamado Jim Hutton começou a se desenvolver, e o namoro do cantor com a atriz Barbara Valentin, que durou muitos anos, terminou.
Em 1986, após a trilha sonora ser concluída, o Queen passou a gravar o álbum. O produtor David Richards gravaria algumas canções juntamente com Brian e Roger no Mountain Studios, enquanto Mack faria o mesmo com Freddie e John no estúdio Musicland. O trabalho individualizado, já evidenciado como um problema em Jazz, retornou em A Kind of Magic. O trabalho se saiu mal nas paradas norte-americanas, e recebeu críticas, em grande parte negativas. A turnê de divulgação contou com uma estrutura complexa e o maior palco na carreira do grupo, mas a chegada dos quarenta anos, os nódulos vocais, tabagismo e um estilo de vida pouco saudável aos poucos exigiam bem mais de seu vocalista, que ainda conseguia realizar as apresentações. O final da digressão foi em agosto, em Knebworth Park, que reuniu cerca de 200 mil pessoas. Nesta época, Deacon teve crises imprevisíveis. No show em Knebworth, em especial, o baixista quebrou seu instrumento com seu amplificador, uma atitude que nem o próprio músico conseguia explicar. Foi o último show do Queen com sua formação clássica.

### 1988–91: Últimos anos de Freddie

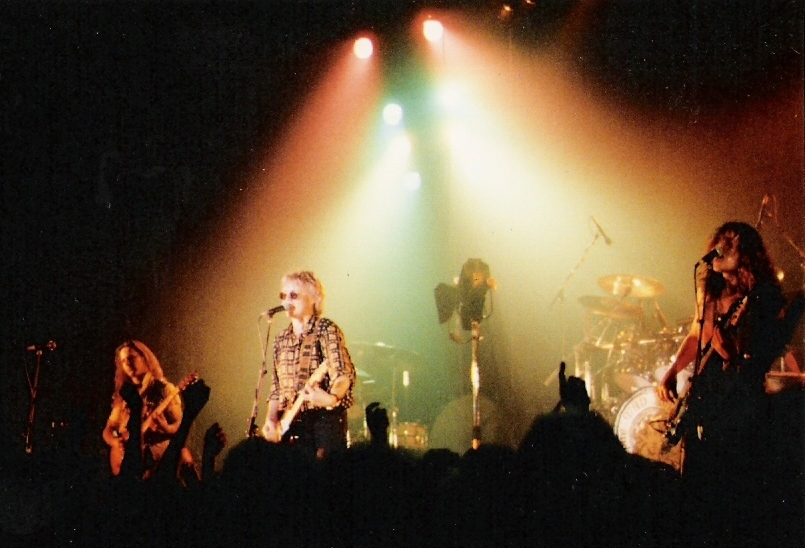
Show da The Cross em 1990. Na banda, Roger Taylor (centro) foi o vocalista e guitarrista.

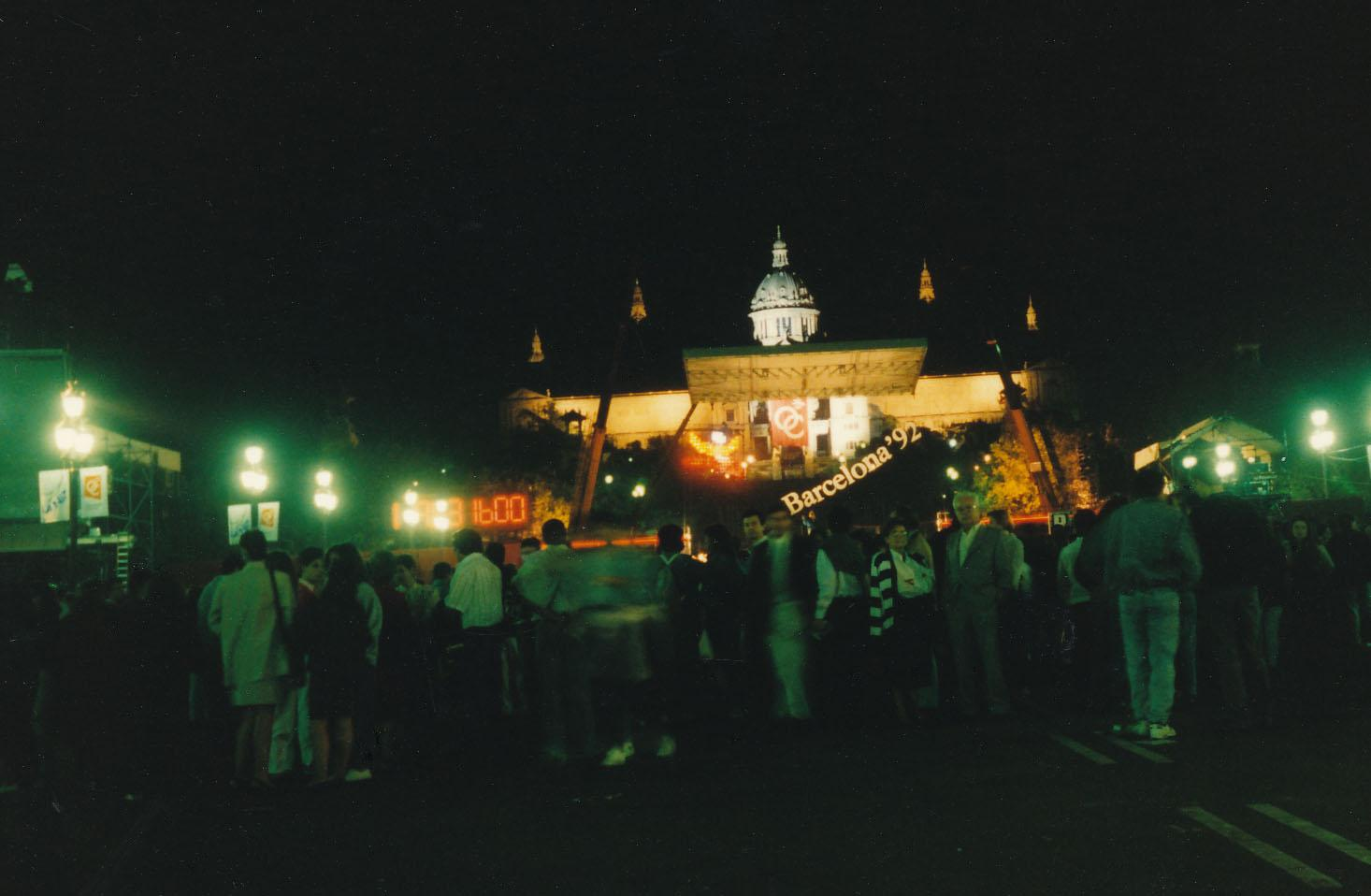
Concerto do álbum Barcelona, em 1988. Nesta época, Freddie também estava gravando The Miracle.

Após o fim da turnê de A Kind of Magic, Brian May começou a trabalhar em um futuro álbum solo. Freddie Mercury fez o mesmo, lançando o single "The Great Pretender". Após uma série de elogios e aproximações, o cantor produziria um disco de título Barcelona juntamente com a cantora de ópera Montserrat Caballé, da qual era fã e em 1992 planejavam cantar juntos na estreia dos Jogos Olímpicos. Entretanto, entre abril e maio de 1987, o vocalista foi diagnosticado com o vírus da AIDS, fato que bagunçou todos os planos do artista que, a princípio, manteve o quadro em segredo. Roger Taylor decidiu fundar uma nova banda, chamada The Cross, e John Deacon fez gravações com Elton John, Cozy Powell e também fundou um grupo, chamado The Immortals, que chegou apenas a lançar uma canção.
Em janeiro de 1988, o grupo se reuniu em Londres para definir que, a partir daquele momento, todo o futuro repertório inédito do Queen seria creditado a todos, independentemente de seus reais compositores, para evitar decisões guiadas pelo ego ou ganância. Assim, os quatro também trabalhariam juntos novamente no estúdio. Mercury se desdobrava entre as sessões do futuro álbum com as gravações de Barcelona, enquanto, oficialmente não se pronunciava acerca de sua doença para seus colegas de trabalho. O produtor David Richards pensava que o cantor estava com câncer.
Ao mesmo tempo, Brian passava por uma vida pessoal cada vez mais traumática e apresentava sintomas de depressão. Assumiu publicamente o relacionamento com Anita Dobson, separou-se da esposa e de seus filhos e em junho de 1988 perdeu seu pai. No entanto, há participação intensa de May no álbum. "I Want It All", o primeiro single do álbum, tornou-se um dos maiores sucessos do Queen. The Miracle estreou no primeiro lugar nas paradas do Reino Unido, e nos Estados Unidos teve um desempenho regular, embora superior a A Kind of Magic. A mídia especializada em geral teve opiniões mistas a positivas, sendo considerado um trabalho mais orientado ao rock que a banda fazia anteriormente. Sobre o projeto, Roger Taylor considerou que "era o melhor álbum do Queen em dez anos facilmente".
Ao lançar o single "I Want It All" em abril de 1989, a banda anunciou que não faria turnê do álbum. Freddie justificou afirmando que queria quebrar o ciclo que faziam desde o início da carreira. Ainda, os clipes gravados para as faixas de trabalho foram mais complexos do que os anteriores, utilizando vários recursos que diminuíssem o foco em Mercury. O cantor deixou a barba crescer, fato que o ajudou a esconder sinais do Sarcoma de Kaposi em sua pele. No último vídeo gravado, da canção "The Miracle", o quarteto teve a ideia de contratar atores mirins para a atuar, com o grupo original aparecendo ao final. O vocalista, nestas imagens, pareceu mais envelhecido e fraco do que na última turnê. Brian e Roger ficaram responsáveis por promover o trabalho, e negaram todos os boatos acerca de uma possível doença de seu intérprete.
Poucos meses depois ao lançamento de The Miracle, Freddie voltou sozinho ao Montreux Studios para produzir novas músicas. Foi nessa época que o cantor revelou aos seus colegas ser portador da doença, em uma reunião formal. O diagnóstico entristeceu e devastou os demais membros, que estiveram dispostos a trabalhar num futuro álbum, pelo pouco tempo de vida que o cantor ainda poderia ter. Mercury exigiu que não contassem a ninguém acerca do vírus, fato que fez a banda criar uma espécie de escudo protetor sobre o vocalista. O repertório conteve algumas músicas que sobraram de Barcelona, The Miracle e canções que anteriormente estavam destinadas ao futuro trabalho solo de Brian May. As gravações no início foram intensas, durando semanas ininterruptas. No entanto, quando o Queen foi receber o Brit Awards em 1990 por sua contribuição à música britânica, Freddie Mercury estava numa aparência mais diferente ainda. Com uma roupa folgada, cabelo ralo e parecendo pálido e cansado, apenas agradeceu, enquanto Brian May fez o discurso. O ocorrido só fez aumentar as especulações de que o vocalista estava doente. Foi sua última aparição pública.
O single "Innuendo" foi lançado em janeiro de 1991 e, em decorrência do estado frágil do cantor, a banda resolveu fazer um clipe com ilustrações. Cada ação para preservar o silêncio do artista era questionada pela imprensa, mas os músicos sempre negavam tudo. O álbum, distribuído no início daquele ano, teve a mesma recepção de The Miracle, diferenciando-se pelo fato de a mídia especializada destacar que as letras estavam mais sérias e reflexivas. Nas divulgações públicas do trabalho, apenas Brian e Roger participavam, e a falta de John e Freddie era sempre notada. Mas foi o clipe de "These Are the Days of Our Lives" que evidenciou a fraqueza do artista, que mal podia se mover, por causa de uma lesão no pé. Freddie apenas confirmou a doença publicamente um dia antes de sua morte.
O cantor morreu em 24 de novembro de 1991, com o diagnóstico de broncopneumonia. Seu funeral ocorreu em Londres três dias depois, assistido por trinta e cinco pessoas, incluindo a família de Freddie, os membros e o empresário do Queen, Mary Austin, Jim Hutton e poucas outras pessoas. O corpo do cantor foi cremado no Cemitério de Kensal Green, e suas cinzas foram entregues a Mary Austin, sendo que apenas ela, a família do cantor e os membros do Queen sabem onde as cinzas foram depositadas, e nunca revelaram seu paradeiro. Mary ficou com a maior parte da herança do cantor.

### 1991–97: Homenagens e aposentadoria de John Deacon
Antes de falecer, Freddie brincou com Brian May, dizendo que sua morte faria bem para o Queen, comercialmente falando. Brian lançou "Driven By You" como o primeiro single de sua carreira solo, obtendo boas posições nas paradas. Entretanto, o guitarrista estava com depressão e quase se suicidou. Na mesma época, "Bohemian Rhapsody" foi relançada, e alcançou o primeiro lugar nas paradas, vendendo mais de um milhão de cópias. Com coletâneas, especialmente a então recente Greatest Hits II (1991) e Classic Queen (1992), as vendas do Queen aumentaram exponencialmente após a morte de seu vocalista.
Em 20 de abril de 1992, foi realizado o The Freddie Mercury Tribute Concert, um show-tributo que reuniu várias bandas e artistas famosos, realizado no estádio de Wembley, em Londres. Músicos como David Bowie, George Michael, Annie Lennox, Elton John, Liza Minnelli, Robert Plant, Roger Daltrey, Tony Iommi e bandas como Def Leppard, Extreme, Guns N' Roses e Metallica, juntamente com os integrantes remanescentes do Queen, (Brian May, Roger Taylor e John Deacon) tocaram os maiores sucessos da banda. A iniciativa foi tomada para arrecadar fundos para a Mercury Phoenix Trust, uma fundação que tem como objetivo lutar contra a AIDS.
Pouco tempo após o lançamento de Innuendo, Mercury deixou claro que queria continuar gravando, apesar de sua saúde frágil. Três canções novas foram feitas: "A Winter's Tale", "You Don't Fool Me" e "Mother Love"; esta última seria a última gravação do cantor, realizada em 22 de maio de 1991. O trio remanescente não sabia como continuar. John Deacon estava aguardando o nascimento do quinto filho, Luke, mas também demonstrava sintomas de depressão. Em 1993, o baixista, Brian May e Roger Taylor se reuniram para retrabalhar nas últimas canções deixadas por Freddie, mas eram insuficientes para completar um álbum. O trio procurou em todos os arquivos do Queen por canções para o projeto. A produção ocorreu em 1994 e seguiu-se até 1995. Com várias discordâncias acerca da obra, os membros demoravam para chegar a um consenso. Assim, Made in Heaven foi lançado em novembro de 1995, como forma de cumprir um dos últimos desejos do cantor, que era o lançamento deste projeto. Foi o último álbum inédito da banda.
Durante as sessões de Made in Heaven, John Deacon teve sua última e sexta filha, Cameron. O baixista estava convencido de que aposentar-se e dedicar-se à família era a melhor decisão no momento. Contudo, ainda participava de algumas reuniões com outros músicos conforme Brian e Roger o chamavam. Em 1997, o baterista e guitarrista decidiram lançar uma coletânea relembrando algumas das canções mais pesadas do Queen, incluindo uma nova versão de "I Can't Live with You". Para o álbum, de título Queen Rocks, o trio gravou "No-One but You (Only the Good Die Young)" que ficou até 2014 como a última canção inédita lançada pela banda. Assim, foi a última participação do instrumentista com seus companheiros remanescentes.

### 2001–atualmente: Reuniões com Paul Rodgers e Adam Lambert e gravações

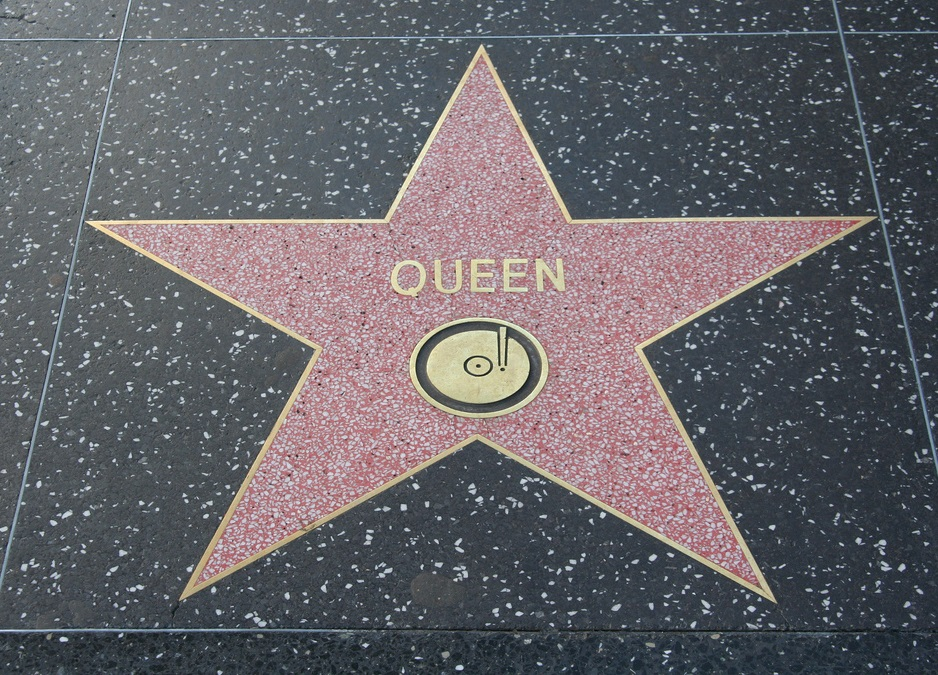
Estrela do Queen na Calçada da Fama.

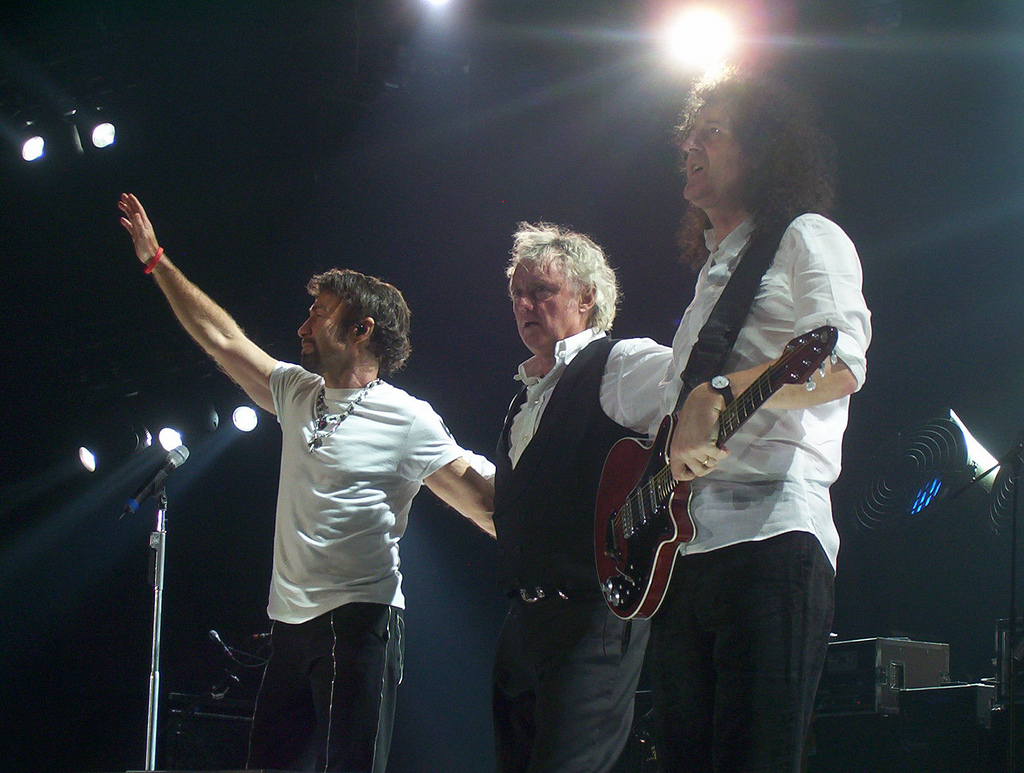
Paul Rodgers, Roger Taylor e Brian May, em 2005.

Em 2001, a banda foi incluída no Rock and Roll Hall of Fame, mas apenas Roger e Brian apareceram. Nesta mesma época, a dupla gravou "We Are the Champions" com Robbie Williams para o musical We Will Rock You. A participação se tornou célebre pelos comentários negativos de John Deacon ao jornal The Sun, afirmando que estava satisfeito por não ser envolver na gravação, e que Freddie era insubstituível:
| “ | Eu não queria estar envolvido nisso e estou feliz. Ouvi o que eles fizeram e é um lixo. É uma das maiores músicas já escritas, mas eu acho que eles a destruíram. Eu não quero ser rude, mas digamos que Robbie Williams não é Freddie Mercury. Freddie nunca será substituído - e certamente não por ele. | ” |

Em novembro de 2003, Brian e Roger participaram do 46664, evento ocorrido no antigo Green Point Stadium, na Cidade do Cabo. Foi organizado por Nelson Mandela com o objetivo de aumentar a sensibilidade da população sobre o AIDS na África do Sul.
Em meados de 2005, junto com o cantor Paul Rodgers, fundaram o supergrupo Queen + Paul Rodgers, que realizou várias turnês em alguns continentes do mundo. Alguns álbuns ao vivo, como Return of the Champions, foram lançados, mas o inédito The Cosmos Rocks, em 2008, obteve maior destaque, embora com várias críticas negativas. Em 2009, a parceria teve seu fim. O ex-membro John Deacon não se opôs à reunião, mas afirmou que não gostaria de estar envolvido. "John nos deu a sua bênção eterna", afirmou Roger Taylor, embora tenha reconhecido que o baixista é extremamente reservado e suas opiniões não sejam muito claras.
Em 2011, em comemoração aos quarenta anos do Queen, Brian e Roger iniciaram uma campanha de remasterização e relançamento de todo o catálogo de estúdio da banda, incluindo edições duplas de cada álbum, tendo, assim, várias faixas-bônus. Este projeto incluiu versões ao vivo e gravações alternativas em estúdio para as músicas, versões single e novas mixagens.
Nesta época, May e Taylor participaram do programa American Idol, onde conheceram o cantor Adam Lambert. Mais tarde, os três fundaram um supergrupo chamado Queen + Adam Lambert. Nesta época, a dupla anunciou estar retrabalhando em algumas faixas perdidas do Queen, com vocais de Freddie. Incluindo "There Must Be More to Life Than This" com participação de Michael Jackson, Queen Forever foi lançado em 2014, contendo a última música inédita distribuída pela banda, "Let Me in Your Heart Again", com participação de Freddie e John. Em uma entrevista na Rolling Stone naquele ano, Brian afirmou acreditar que Deacon é uma pessoa meio frágil, e Brian disse que ele ainda fica de olho na parte financeira do grupo.
Em 2015, em comemoração aos 30 anos do Rock in Rio, o supergrupo Queen + Adam Lambert se apresentou na cidade do Rio de Janeiro, no Brasil, para mais de 85 mil pessoas. A apresentação, além de conter canções da banda, incluiu o single "Ghost Town", de Adam Lambert. No final do mesmo ano, Brian e Roger lançaram o álbum ao vivo A Night at the Odeon - Hammersmith 1975, contendo uma das primeiras apresentações após o lançamento de "Bohemian Rhapsody" em 1975.
Nos anos seguintes, turnês do supergrupo Queen + Adam Lambert continuaram a ocorrer e, mais tarde, se tornou no álbum ao vivo Live Around the World (2020). Entre esse período, Brian e Roger retornaram ao estúdio em 2018 para gravações complementares para a trilha-sonora Bohemian Rhapsody, com novas sessões de bateria e guitarra para "Don't Stop Me Now". Além disso, o Smile também se reuniu para uma nova versão de "Doing All Right". Em 2021, em comemoração aos 50 anos da banda, o Queen apareceu em selos postais do Royal Mail.
Em 2022, a banda anunciou uma edição de colecionador do álbum The Miracle (1989), com raridades, entrevistas e gravações alternativas. Entre elas, foi lançado o primeiro single inédito do grupo em anos, "Face It Alone".

## Musicalidade

### Gêneros
Apesar de Led Zeppelin, The Who e The Beatles serem frequentemente citados como as principais influências do Queen, os gostos musicais de cada integrante são muito diferentes. O baixista John Deacon, por exemplo, aponta Chris Squire do grupo Yes como uma de suas influências no baixo, mas sempre foi um grande admirador de rhythm and blues e música negra, fato que o fez compor canções como "Another One Bites the Dust". A performance de Deacon também é lembrada por sua rapidez e habilidade com os graves. Freddie Mercury, por sua vez, tinha um apreço grande por música erudita e ópera, como as composições de Noël Coward, Frédéric Chopin e Mozart, além da voz de Dick Powell. No entanto, admirava alguns intérpretes da música popular, como Little Richard, Fats Domino, Robert Plant, Aretha Franklin, mas principalmente Liza Minnelli e Jimi Hendrix. O cantor, ao longo de sua carreira, teceu elogios a outros intérpretes do rock, como John Lennon e Paul Rodgers, do qual era fã. Brian May afirmou ser admirador de Jimi Hendrix, Eric Clapton, mas, principalmente da técnica de George Harrison, declarando em uma entrevista de 1982 que George é um instrumentista de "pensamento livre". Na opinião de Roger Taylor, Keith Moon trouxe uma nova perspectiva para o uso de bateria no rock, sendo também bastante influenciado por músicos de jazz como Gene Krupa e Joe Morello.
Assim sendo, com a reunião dos quatro, a música do Queen tomou proporções altamente ecléticas. Segundo John, no início, as músicas do quarteto foram escritas numa estrutura mais adequada para um power trio. Com a entrada de Mercury como vocalista e pianista e de Deacon como um baixista de muitas influências, a sonoridade do grupo foi mudando. Tais mudanças começam a ser mais perceptíveis a partir de Sheer Heart Attack, atingindo seu ápice com A Night at the Opera, com suas influências de hard rock, heavy metal, pop rock, folk e outros gêneros. A canção "Stone Cold Crazy", por exemplo é citada como uma das primeiras canções de metal da história, que influenciou diretamente bandas como o Metallica. Ao longo dos anos 70, sua produção era considerada muito exagerada, e o tempo que gastavam no estúdio gravando harmonias era muito grande. Adotando sintetizadores durante os anos 80, principalmente a partir de Hot Space, o Queen apresentou várias outras influências, como o funk rock e a música disco. Um dos principais motivos pelos quais demoraram a adotar teclados nas faixas foi o fato de acharem a geração mais antiga do instrumento pouco flexível e emocional. Conforme os equipamentos foram evoluindo, as opiniões foram mudando. Em The Game de 1980, o grupo gravou Crazy Little Thing Called Love, uma canção composta por Freddie Mercury em homenagem a Elvis Presley, que apresenta influência do gênero rockabilly, o grupo retornou ao gênero em Man On The Prowl no álbum The Works de 1984.

### Guitarra de Brian May
Consigo ouvir qualquer músico e imitar seu som, mas não o Brian May.

–Steve Vai, em entrevista à Guitar World.
Um dos destaques na sonoridade do Queen é a guitarra de Brian May, a Red Special. Fabricada de forma caseira com o pai na década de 60, possui um timbre característico. Foi utilizada na maioria das canções da banda, e, juntamente com o amplificador caseiro de John Deacon, a Deacy Amp, foi a fonte de vários efeitos sonoros e emulações de instrumentos contidos, principalmente nos primeiros álbuns do Queen, como nas músicas "Procession" (Queen II) e "God Save the Queen" (A Night at the Opera). O músico também teve a ideia, até então inédita, de criar harmonias com várias camadas de guitarra, construindo uma sonoridade que, até os dias de hoje, é extensamente respeitada por guitarristas. A revista Rolling Stone o classificou como o 26º melhor guitarrista de todos os tempos. Numa enquete com votos do público, a revista Guitar World elegeu Brian como o segundo melhor guitarrista, atrás apenas de Eddie Van Halen.

### Vocais
Dos quatro integrantes do Queen, três atuaram efetivamente nos vocais. O vocalista e pianista Freddie Mercury gravou a maior parte deles, mas Roger Taylor possuía importante participação nas vozes da banda. O baterista, por vezes, gravou partes mais agudas de algumas músicas utilizando falsete, como "In the Lap of Gods" e "Ogre Battle" e seu timbre rouco é geralmente comparado ao do cantor Rod Stewart. Brian May, por sua vez, é tido como um cantor que possui, em sua voz, uma suavidade que muitos não possuem. John Deacon é o único que nunca gravou nenhum vocal para o grupo, e suas canções foram todas interpretadas por Freddie. Segundo o próprio, não sabe cantar, e em uma entrevista ocorrida em 1986, o baixista lamentou sua incapacidade. "[...] é como estar em uma cadeira de rodas de certa forma, porque você não pode realmente se expressar da maneira que você gostaria. Se eu pudesse cantar, seria lindo. Não é uma [simples] desvantagem, é uma grande desvantagem, em termos de escrever canções. Gostaria que eu pudesse, mas eu não posso." Mercury, por sua vez, tinha uma extensão vocal que abrangia cerca de quatro oitavas e possuía facilidade tanto para notas graves e agudas. A revista Rolling Stone escolheu "Bohemian Rhapsody", "We Are the Champions" e "You're My Best Friend" como as canções que contém as melhores interpretações vocais dentro de toda a sua carreira.

### Performances ao vivo

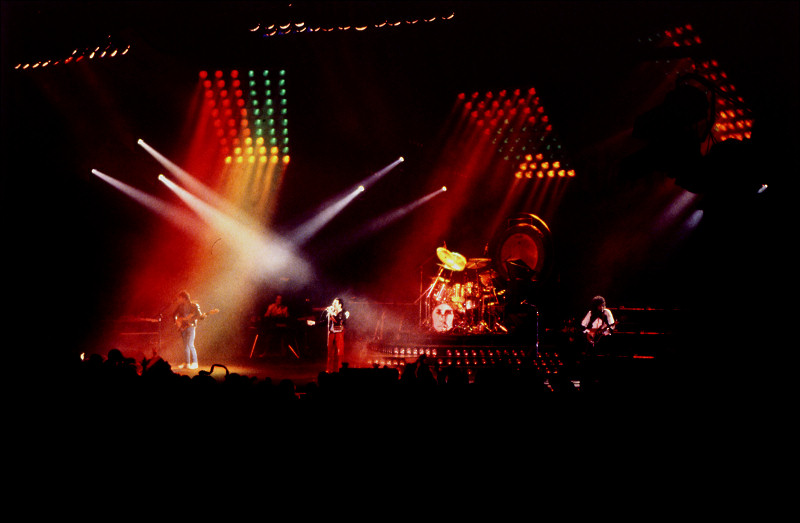
Show do Queen em 1982.

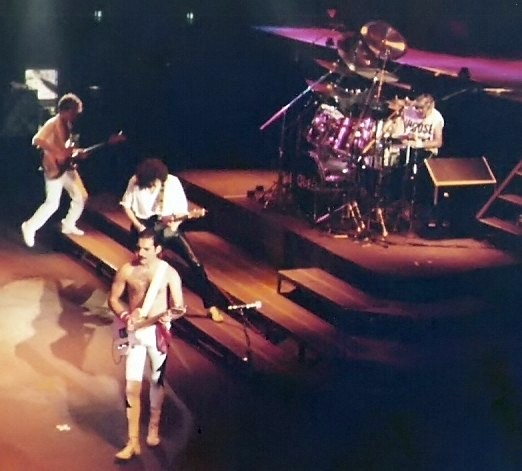
Músicos da banda em apresentação ocorrida em 1984.

Durante cerca de quinze anos de carreira, o Queen se apresentou mais de setecentas vezes ao redor do mundo, em todos os continentes, exceto a Antártida. O quarteto foi o primeiro grupo a fazer shows na América do Sul, com datas na Argentina, Brasil e Venezuela, e também a primeira banda a se apresentar na África do Sul, uma performance polêmica ocorrida em 1984. Assim, se tornou célebre por esses e outros feitos, na época, únicos, como se apresentar para cerca de trezentas mil pessoas no Rock in Rio de 1985, e também ter realizado um concerto para oitenta mil pessoas na Hungria em 1986. A apresentação no Live Aid, em 1985 foi o maior destaque em sua história, sobretudo a presença de palco de Freddie, sempre tida como o elemento mais marcante nas apresentações do conjunto.
Mercury possuía várias marcas registradas que lhe deram notoriedade, tanto quanto a sua performance e aparência. Ao vivo, o músico cantava usando um microfone preso à metade de um pedestal, como se fosse um cetro, uma ideia que teve antes do grupo, quando seu pedestal quebrou e pensou que, daquela forma, ainda soaria útil. Quando cantava, fazia movimentos teatrais, influenciados pelo seu treinamento em ballet, e também, em todos os concertos, envolvia a plateia em uma sequência conhecida como "chamada e resposta", na qual executava algumas notas vocais e, em seguida, a plateia as imitava, permitindo que até as multidões em grandes estádios participassem. O vocalista também costumava permitir que o público cantasse partes de várias canções, principalmente a versão acústica de "Love of My Life", e também comandava acenos e palmas sincronizadas em canções como "We Will Rock You" e "Radio Ga Ga". Seu bigode, utilizado durante a década de 80, tornou-se outro de seus símbolos. Nos vocais, Brian e Roger colaboravam, com participações esporádicas de John, evidenciando a variedade de personalidades no quarteto, desde a extravagância de Taylor e a timidez de Deacon. O entrosamento entre os músicos foi um fato comentado pela mídia especializada. Em 1973, Gordon Fletcher, por meio da revista Rolline Stone afirmou: "Vamos apenas dizer que o produto [final] do baterista Roger Meddows Taylor e do baixista John Deacon é explosivo, um vulcão sônico colossal cuja erupção faz a terra tremer."
Até hoje, a crítica considera Mercury como um dos maiores artistas da história em virtude de sua presença de palco. Um repórter do The Spectator o descreveu como um artista "fora de série, chocante e charmoso com várias versões extravagantes de si mesmo". O cantor David Bowie se referiu ao frontman afirmando que "entre todos os cantores teatrais de rock, ele foi o único a levar tudo a um outro nível (...) era alguém que podia, literalmente, ter a plateia na palma da mão". Brian declarou que Freddie "conseguia fazer a última pessoa na última fileira do estádio se sentir incluída." Em uma resenha do Live Aid em 2005, um crítico escreveu que "aqueles que listam os maiores vocalistas da história costumam dar a primeira posição para Robert Plant ou Mick Jagger, mas estão terrivelmente errados, por sua performance mitológica no Live Aid Mercury era, sem dúvida, o maior de todos." A banda geralmente é tida como uma das primeiras que transformou o rock em entretenimento.

## Temas líricos
Ao contrário da maioria das bandas de rock do seu tempo, o Queen não tinha fortes pretensões líricas, e tal característica era refletida nas composições. O vocalista Freddie Mercury, ironizando a aparente futilidade das composições do quarteto, afirmou ser uma prostituta musical, declarando que, para ele, sempre foi importante produzir canções que alegrassem as pessoas, para todos os públicos, de toda nacionalidade e cultura, não apenas os intelectuais. Na época em que John Lennon foi assassinado, o cantor disse que, ao contrário do ex-Beatle, não tinha talento para escrever mensagens profundas. Freddie não permitia que a banda escrevesse letras com temas políticos, pois para ele o que importava era criar  músicas para seus fãs se divertirem. O baterista Roger Taylor possui uma opinião parecida ao respeito do repertório do conjunto, mas não igual, afirmando que fornecer entretenimento já é um significado para as músicas.  Freddie se considerava um homem romântico, com a maior parte de seu trabalho lírico voltado ao amor. Segundo o próprio, em muitos momentos até tentou escrever faixas com outras temáticas, mas no fim o romantismo sempre estava em alguma parte. Ainda, preferia escrever arranjos do que fazer letras. Sempre tido como alguém complexo, parte das composições do artista para a banda abordam indiretamente elementos de sua vida, como "Get Down, Make Love", do álbum News of the World; "Don't Stop Me Now", de Jazz; e "Body Language", de Hot Space, abordando sua época de intensa atividade sexual; enquanto "It's a Hard Life", de The Works evidenciava uma fase na qual procurava um relacionamento sério e duradouro. Em "Was It All Worth It", de The Miracle, disserta acerca dos excessos vividos nos anos anteriores. Afirmando ser alguém solitário, vulnerável e extremamente desconfiado das demais pessoas, Freddie deixou um legado musical que se tornou um objeto de várias interpretações por sua personalidade reservada e tímida.
John Deacon, que se considerava terrivelmente tímido e ansioso, compôs um repertório considerável ao longo dos anos do Queen, e diferentemente, de Freddie não gostava de escrever suas canções a partir da melodia; no entanto, em uma entrevista em 1982, o baixista confessou que para ele geralmente as melodias surgem primeiro do que as letras. Em seus versos, o músico afirma que procura contar histórias, ou esmiuçar um conceito moral, dentro da personalidade dos personagens que criou, cada qual diferente do outro. No entanto, há suposições de que algumas músicas foram baseadas em sentimentos pessoais. Roger Taylor, por exemplo, brincou, questionando se em "I Want to Break Free", de The Works, o instrumentista estava querendo desabafar algo acerca da banda. O baterista, por sua vez, criava suas músicas a partir de uma ideia inicial, que poderia ser melódica ou lírica. Embora sua quantidade de composições para os álbuns sejam geralmente iguais às de Deacon, o instrumentista era quem escrevia mais canções para a banda, mas muitas destas não se destacavam frente aos demais. Seu processo de composição é, para o artista, um exercício de lazer. Ao contrário de Mercury, a maior parte da obra de Brian May é, de certa forma, pretensiosa. O guitarrista declara-se alguém muito preocupado com a paz, tema que permeia a maioria de seus trabalhos autorais.

[Queen] não é uma banda em que uma pessoa escreve todas as músicas e os restantes são apenas músicos. Todos nós escrevemos e contribuímos com ideias. Há um nível de controle de qualidade antes mesmo de você poder apresentar uma música para os outros... Todos nós sabemos que temos um alto padrão de qualidade.— John Deacon a respeito do repertório da banda.

### Relacionamento entre os integrantes
Grande parte do repertório do Queen foi escrito de forma individual pelos seus integrantes, e diferentemente de grande parte das bandas de rock, a amizade dos membros do quarteto, até certo nível, restringia-se a questões profissionais. Roger Taylor afirmou que o pouco convívio fora da banda era o segredo para que os quatro permanecessem juntos. Mas com o passar dos anos, algumas colaborações conjuntas foram feitas. Após "Stone Cold Crazy", de Sheer Heart Attack, "Under Pressure" foi a segunda música da banda a ter créditos para todos os membros. Durante a década de 80, John Deacon escreveu várias músicas junto com Freddie Mercury, como "Cool Cat" e "Friends Will Be Friends" Entre os quatro, o vocalista era o elemento da banda com quem possuía mais proximidade, e, embora não mantivessem muito contato fora do grupo, o cantor gostava muito de John. Mercury, em uma entrevista na década de 70, diria: "Se Deus nos abandonar agora, o resto do grupo não vai fazer nada se John disser que está tudo bem". Tido como o "cérebro" e por vezes líder em questões internas da banda, o instrumentista aposentou-se após a morte de Freddie, nos anos 90.

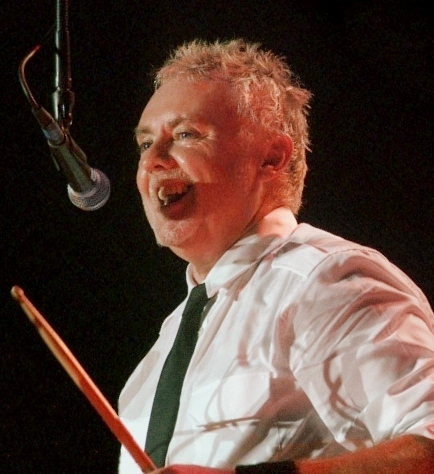
Roger Taylor, num show em Vienna, ocorrido em 2008.

Assim como John e Freddie, Brian e Roger possuem uma longa parceria. Publicamente, May disse que Taylor é como um irmão, e dentro do Queen sempre foi o músico com o qual teve mais proximidade. Em entrevista à Guitar World, Brian disse que, pelo fato de já integrarem outro conjunto anteriormente, os dois se identificavam mais. "Nós fomos e somos como irmãos. Estávamos tão próximos em nossas aspirações e a forma como olhamos para a música, mas é claro que tão distante de muitas outras maneiras. Assim como quaisquer irmãos que se amam e odeiam coisas do outro ao longo de toda a vida". Em relação a Mercury, o guitarrista afirmou que o vocalista tinha a capacidade de fazê-lo ter a melhor performance em seu instrumento, de fato que, em sua opinião seus melhores momentos no Queen foram em composições de Freddie Mercury. Em contrapartida, o relacionamento entre Roger Taylor e Brian May com John Deacon é praticamente inexistente. O baterista afirma que desde 1997 não possui contatos com o baixista, e em uma entrevista ao The Independent, ocorrida em 2013, disse que o músico é um sociopata. Brian, em 2014, para a Rolling Stone reiterou que John deseja ficar sozinho em seu universo particular e que também não mantém contato com ele. O vocalista, por sua vez, afirmou que todos os integrantes tinham egos enormes, principalmente Roger.
Apesar de ser citado por grande parte da imprensa como o líder do Queen, Freddie Mercury detestava o título e afirmava que, no máximo, talvez era o integrante mais importante. Assim como Brian, o músico considerava que a banda estava em total forma quando todos contribuíam, e cada um tinha um papel importante dentro do grupo. "Se alguém deixar o Queen, qualquer um dos quatro, seria o fim do Queen. Somos quatro, mas como peças entrelaçadas que se igualam. E os outros simplesmente não poderiam ter êxito sem os demais."

## Reconhecimento e influência

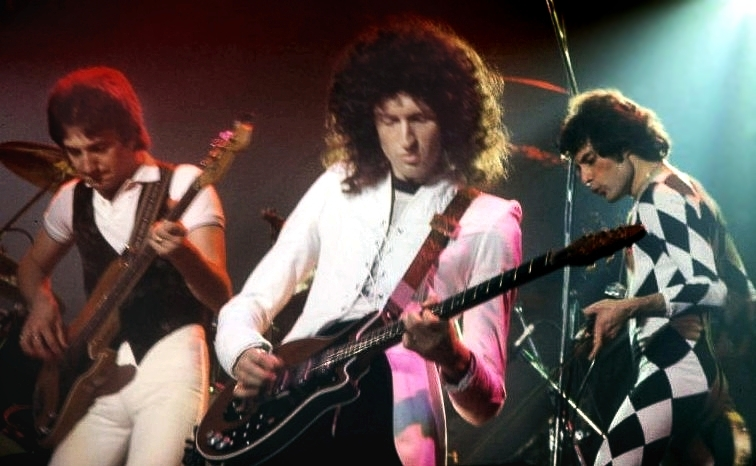
John Deacon, Brian May e Freddie Mercury em show do Queen, em 1977.

O Queen foi uma das bandas de rock mais influentes e bem-sucedidas comercialmente. Com vendas estimadas em 150 a 300 milhões de discos, incluindo 34,5 milhões de unidades certificadas nos Estados Unidos, os três integrantes ainda vivos estão dentre os músicos britânicos mais ricos. Em 2013, com dados do jornal Sunday Times, Brian May estava classificado na vigésima segunda posição, com uma fortuna estimada em £95 milhões; com Roger Taylor na vigésima terceira, tendo £90 milhões; e John Deacon no trigésimo lugar, com £74 milhões.
A revista Rolling Stone classificou o Queen na 51ª posição entre os "The 100 Greatest Artists of All Time". A revista Q pôs o grupo entre as cinco maiores bandas de todos os tempos. O canal VH1, por sua vez, escalou a banda na 17ª posição entre os maiores artistas de todos os tempos. A canção "Bohemian Rhapsody" foi eleita o single preferido pelos britânicos dos últimos 60 anos. A coletânea Greatest Hits é o álbum mais vendido no Reino Unido, com mais de cinco milhões de cópias comercializadas.
O Queen também recebeu várias premiações e indicações. Em 1990, receberam o prêmio Brit Awards na categoria "Outstanding Contribution to Music", pelo trabalho feito pelo grupo durante a década de 1980. Incluída no Rock and Roll Hall of Fame em 2001, todos os seus integrantes foram empossados ao Songwriters Hall of Fame, em 2003. Em 2009, "We Will Rock You" e "We Are the Champions" foram incluídas no Grammy Hall of Fame, sendo que esta última foi considerada, em um estudo científico, como a música mais cativante e grudenta na história da música popular.
Sua música tem influenciado inúmeros artistas. James Hetfield, vocalista do Metallica, declarou-se fã da banda, e elogiou o ecletismo musical do Queen, afirmando que "essa banda poderia fazer praticamente qualquer coisa". Outros artistas e grupos que o citam como influência incluem Iron Maiden, David Lee Roth, Dream Theater, Keane, Anthrax, Guns N' Roses, Def Leppard, Van Halen, Foo Fighters, The Darkness, Nirvana, Radiohead, Muse, Royal Blood, Manic Street Preachers, George Michael, Lady Gaga e Katy Perry.

## Discografia
- Queen (1973)
- Queen II (1974)
- Sheer Heart Attack (1974)
- A Night at the Opera (1975)
- A Day at the Races (1976)
- News of the World (1977)
- Jazz (1978)
- The Game (1980)
- Hot Space (1982)
- The Works (1984)
- A Kind of Magic (1986)
- The Miracle (1989)
- Innuendo (1991)
- Made in Heaven (1995)

## Turnês
- Queen I Tour (1973–1974)
- Queen II Tour (1974)
- Sheer Heart Attack Tour (1974–1975)
- A Night at the Opera Tour (1975–1976)
- Summer Gigs 1976 (1976)
- A Day at the Races Tour (1977)
- News of the World Tour (1977–1978)
- Jazz Tour (1978–1979)
- Crazy Tour (1979)
- The Game Tour (1980–1981)
- Hot Space Tour (1982)
- The Works Tour (1984–1985)
- The Magic Tour (1986)